# Effet d'horizon
En informatique, et plus précisément en intelligence artificielle, l'effet d'horizon est un phénomène se produisant dans l'exploration d'arbres de décision lorsque ceux-ci, comme c'est le cas pour de nombreux jeux tels que les échecs ou le go, sont trop vastes pour être parcourus en entier par la méthode dite de « force brute ».

## Description
Aux échecs, les méthodes usuelles d'exploration de arbres de décision par les programmes d'échecs définissent une profondeur maximale (qui peut être variable, mais est le plus souvent bien inférieure à la profondeur de l'arbre entier), et produisent des résultats médiocres, voire catastrophiques, s'il se cache un phénomène important au-delà du dernier choix exploré par l'algorithme, et remettant en question celui-ci.
Un équivalent humain de ce phénomène serait un joueur d'échecs médiocre qui n'envisagerait pas que son adversaire puisse sacrifier une pièce importante, les conséquences positionnelles plus lointaines de cette manœuvre lui demandant de calculer trop de coups à l'avance.
L'« effet d'horizon » peut être atténué en étendant la profondeur de recherche tant que la position n'est pas « tranquille », c-à-d., aux échecs, tant que subsiste une possibilité de capture immédiate de pièce. Mais, comme le montre l'exemple plus bas, cette stratégie de recherche n'est pas toujours efficace ; pour des jeux tels que le go, elle est même totalement vouée à l'échec, le nombre de combinaisons de coups intermédiaires possibles à tout instant (les menaces de ko) étant astronomique.

## Exemples aux échecs

### Exemple désavantageant un humain
|   | a | b | c | d | e | f | g | h |   |
| 8 | Fou blanc sur case noire f8 · Tour noire sur case noire a7 · Fou noir sur case blanche b7 · Cavalier noir sur case blanche h7 · Pion noir sur case noire f6 · Tour noire sur case blanche g6 · Pion noir sur case blanche h5 · Pion blanc sur case noire b4 · Roi noir sur case noire a3 · Pion blanc sur case noire c3 · Tour blanche sur case noire e3 · Pion noir sur case blanche a2 · Cavalier blanc sur case noire b2 · Cavalier blanc sur case noire a1 · Roi blanc sur case noire c1 · Cavalier noir sur case blanche f1 | Fou blanc sur case noire f8 · Tour noire sur case noire a7 · Fou noir sur case blanche b7 · Cavalier noir sur case blanche h7 · Pion noir sur case noire f6 · Tour noire sur case blanche g6 · Pion noir sur case blanche h5 · Pion blanc sur case noire b4 · Roi noir sur case noire a3 · Pion blanc sur case noire c3 · Tour blanche sur case noire e3 · Pion noir sur case blanche a2 · Cavalier blanc sur case noire b2 · Cavalier blanc sur case noire a1 · Roi blanc sur case noire c1 · Cavalier noir sur case blanche f1 | Fou blanc sur case noire f8 · Tour noire sur case noire a7 · Fou noir sur case blanche b7 · Cavalier noir sur case blanche h7 · Pion noir sur case noire f6 · Tour noire sur case blanche g6 · Pion noir sur case blanche h5 · Pion blanc sur case noire b4 · Roi noir sur case noire a3 · Pion blanc sur case noire c3 · Tour blanche sur case noire e3 · Pion noir sur case blanche a2 · Cavalier blanc sur case noire b2 · Cavalier blanc sur case noire a1 · Roi blanc sur case noire c1 · Cavalier noir sur case blanche f1 | Fou blanc sur case noire f8 · Tour noire sur case noire a7 · Fou noir sur case blanche b7 · Cavalier noir sur case blanche h7 · Pion noir sur case noire f6 · Tour noire sur case blanche g6 · Pion noir sur case blanche h5 · Pion blanc sur case noire b4 · Roi noir sur case noire a3 · Pion blanc sur case noire c3 · Tour blanche sur case noire e3 · Pion noir sur case blanche a2 · Cavalier blanc sur case noire b2 · Cavalier blanc sur case noire a1 · Roi blanc sur case noire c1 · Cavalier noir sur case blanche f1 | Fou blanc sur case noire f8 · Tour noire sur case noire a7 · Fou noir sur case blanche b7 · Cavalier noir sur case blanche h7 · Pion noir sur case noire f6 · Tour noire sur case blanche g6 · Pion noir sur case blanche h5 · Pion blanc sur case noire b4 · Roi noir sur case noire a3 · Pion blanc sur case noire c3 · Tour blanche sur case noire e3 · Pion noir sur case blanche a2 · Cavalier blanc sur case noire b2 · Cavalier blanc sur case noire a1 · Roi blanc sur case noire c1 · Cavalier noir sur case blanche f1 | Fou blanc sur case noire f8 · Tour noire sur case noire a7 · Fou noir sur case blanche b7 · Cavalier noir sur case blanche h7 · Pion noir sur case noire f6 · Tour noire sur case blanche g6 · Pion noir sur case blanche h5 · Pion blanc sur case noire b4 · Roi noir sur case noire a3 · Pion blanc sur case noire c3 · Tour blanche sur case noire e3 · Pion noir sur case blanche a2 · Cavalier blanc sur case noire b2 · Cavalier blanc sur case noire a1 · Roi blanc sur case noire c1 · Cavalier noir sur case blanche f1 | Fou blanc sur case noire f8 · Tour noire sur case noire a7 · Fou noir sur case blanche b7 · Cavalier noir sur case blanche h7 · Pion noir sur case noire f6 · Tour noire sur case blanche g6 · Pion noir sur case blanche h5 · Pion blanc sur case noire b4 · Roi noir sur case noire a3 · Pion blanc sur case noire c3 · Tour blanche sur case noire e3 · Pion noir sur case blanche a2 · Cavalier blanc sur case noire b2 · Cavalier blanc sur case noire a1 · Roi blanc sur case noire c1 · Cavalier noir sur case blanche f1 | Fou blanc sur case noire f8 · Tour noire sur case noire a7 · Fou noir sur case blanche b7 · Cavalier noir sur case blanche h7 · Pion noir sur case noire f6 · Tour noire sur case blanche g6 · Pion noir sur case blanche h5 · Pion blanc sur case noire b4 · Roi noir sur case noire a3 · Pion blanc sur case noire c3 · Tour blanche sur case noire e3 · Pion noir sur case blanche a2 · Cavalier blanc sur case noire b2 · Cavalier blanc sur case noire a1 · Roi blanc sur case noire c1 · Cavalier noir sur case blanche f1 | 8 |
| 7 | Fou blanc sur case noire f8 · Tour noire sur case noire a7 · Fou noir sur case blanche b7 · Cavalier noir sur case blanche h7 · Pion noir sur case noire f6 · Tour noire sur case blanche g6 · Pion noir sur case blanche h5 · Pion blanc sur case noire b4 · Roi noir sur case noire a3 · Pion blanc sur case noire c3 · Tour blanche sur case noire e3 · Pion noir sur case blanche a2 · Cavalier blanc sur case noire b2 · Cavalier blanc sur case noire a1 · Roi blanc sur case noire c1 · Cavalier noir sur case blanche f1 | Fou blanc sur case noire f8 · Tour noire sur case noire a7 · Fou noir sur case blanche b7 · Cavalier noir sur case blanche h7 · Pion noir sur case noire f6 · Tour noire sur case blanche g6 · Pion noir sur case blanche h5 · Pion blanc sur case noire b4 · Roi noir sur case noire a3 · Pion blanc sur case noire c3 · Tour blanche sur case noire e3 · Pion noir sur case blanche a2 · Cavalier blanc sur case noire b2 · Cavalier blanc sur case noire a1 · Roi blanc sur case noire c1 · Cavalier noir sur case blanche f1 | Fou blanc sur case noire f8 · Tour noire sur case noire a7 · Fou noir sur case blanche b7 · Cavalier noir sur case blanche h7 · Pion noir sur case noire f6 · Tour noire sur case blanche g6 · Pion noir sur case blanche h5 · Pion blanc sur case noire b4 · Roi noir sur case noire a3 · Pion blanc sur case noire c3 · Tour blanche sur case noire e3 · Pion noir sur case blanche a2 · Cavalier blanc sur case noire b2 · Cavalier blanc sur case noire a1 · Roi blanc sur case noire c1 · Cavalier noir sur case blanche f1 | Fou blanc sur case noire f8 · Tour noire sur case noire a7 · Fou noir sur case blanche b7 · Cavalier noir sur case blanche h7 · Pion noir sur case noire f6 · Tour noire sur case blanche g6 · Pion noir sur case blanche h5 · Pion blanc sur case noire b4 · Roi noir sur case noire a3 · Pion blanc sur case noire c3 · Tour blanche sur case noire e3 · Pion noir sur case blanche a2 · Cavalier blanc sur case noire b2 · Cavalier blanc sur case noire a1 · Roi blanc sur case noire c1 · Cavalier noir sur case blanche f1 | Fou blanc sur case noire f8 · Tour noire sur case noire a7 · Fou noir sur case blanche b7 · Cavalier noir sur case blanche h7 · Pion noir sur case noire f6 · Tour noire sur case blanche g6 · Pion noir sur case blanche h5 · Pion blanc sur case noire b4 · Roi noir sur case noire a3 · Pion blanc sur case noire c3 · Tour blanche sur case noire e3 · Pion noir sur case blanche a2 · Cavalier blanc sur case noire b2 · Cavalier blanc sur case noire a1 · Roi blanc sur case noire c1 · Cavalier noir sur case blanche f1 | Fou blanc sur case noire f8 · Tour noire sur case noire a7 · Fou noir sur case blanche b7 · Cavalier noir sur case blanche h7 · Pion noir sur case noire f6 · Tour noire sur case blanche g6 · Pion noir sur case blanche h5 · Pion blanc sur case noire b4 · Roi noir sur case noire a3 · Pion blanc sur case noire c3 · Tour blanche sur case noire e3 · Pion noir sur case blanche a2 · Cavalier blanc sur case noire b2 · Cavalier blanc sur case noire a1 · Roi blanc sur case noire c1 · Cavalier noir sur case blanche f1 | Fou blanc sur case noire f8 · Tour noire sur case noire a7 · Fou noir sur case blanche b7 · Cavalier noir sur case blanche h7 · Pion noir sur case noire f6 · Tour noire sur case blanche g6 · Pion noir sur case blanche h5 · Pion blanc sur case noire b4 · Roi noir sur case noire a3 · Pion blanc sur case noire c3 · Tour blanche sur case noire e3 · Pion noir sur case blanche a2 · Cavalier blanc sur case noire b2 · Cavalier blanc sur case noire a1 · Roi blanc sur case noire c1 · Cavalier noir sur case blanche f1 | Fou blanc sur case noire f8 · Tour noire sur case noire a7 · Fou noir sur case blanche b7 · Cavalier noir sur case blanche h7 · Pion noir sur case noire f6 · Tour noire sur case blanche g6 · Pion noir sur case blanche h5 · Pion blanc sur case noire b4 · Roi noir sur case noire a3 · Pion blanc sur case noire c3 · Tour blanche sur case noire e3 · Pion noir sur case blanche a2 · Cavalier blanc sur case noire b2 · Cavalier blanc sur case noire a1 · Roi blanc sur case noire c1 · Cavalier noir sur case blanche f1 | 7 |
| 6 | Fou blanc sur case noire f8 · Tour noire sur case noire a7 · Fou noir sur case blanche b7 · Cavalier noir sur case blanche h7 · Pion noir sur case noire f6 · Tour noire sur case blanche g6 · Pion noir sur case blanche h5 · Pion blanc sur case noire b4 · Roi noir sur case noire a3 · Pion blanc sur case noire c3 · Tour blanche sur case noire e3 · Pion noir sur case blanche a2 · Cavalier blanc sur case noire b2 · Cavalier blanc sur case noire a1 · Roi blanc sur case noire c1 · Cavalier noir sur case blanche f1 | Fou blanc sur case noire f8 · Tour noire sur case noire a7 · Fou noir sur case blanche b7 · Cavalier noir sur case blanche h7 · Pion noir sur case noire f6 · Tour noire sur case blanche g6 · Pion noir sur case blanche h5 · Pion blanc sur case noire b4 · Roi noir sur case noire a3 · Pion blanc sur case noire c3 · Tour blanche sur case noire e3 · Pion noir sur case blanche a2 · Cavalier blanc sur case noire b2 · Cavalier blanc sur case noire a1 · Roi blanc sur case noire c1 · Cavalier noir sur case blanche f1 | Fou blanc sur case noire f8 · Tour noire sur case noire a7 · Fou noir sur case blanche b7 · Cavalier noir sur case blanche h7 · Pion noir sur case noire f6 · Tour noire sur case blanche g6 · Pion noir sur case blanche h5 · Pion blanc sur case noire b4 · Roi noir sur case noire a3 · Pion blanc sur case noire c3 · Tour blanche sur case noire e3 · Pion noir sur case blanche a2 · Cavalier blanc sur case noire b2 · Cavalier blanc sur case noire a1 · Roi blanc sur case noire c1 · Cavalier noir sur case blanche f1 | Fou blanc sur case noire f8 · Tour noire sur case noire a7 · Fou noir sur case blanche b7 · Cavalier noir sur case blanche h7 · Pion noir sur case noire f6 · Tour noire sur case blanche g6 · Pion noir sur case blanche h5 · Pion blanc sur case noire b4 · Roi noir sur case noire a3 · Pion blanc sur case noire c3 · Tour blanche sur case noire e3 · Pion noir sur case blanche a2 · Cavalier blanc sur case noire b2 · Cavalier blanc sur case noire a1 · Roi blanc sur case noire c1 · Cavalier noir sur case blanche f1 | Fou blanc sur case noire f8 · Tour noire sur case noire a7 · Fou noir sur case blanche b7 · Cavalier noir sur case blanche h7 · Pion noir sur case noire f6 · Tour noire sur case blanche g6 · Pion noir sur case blanche h5 · Pion blanc sur case noire b4 · Roi noir sur case noire a3 · Pion blanc sur case noire c3 · Tour blanche sur case noire e3 · Pion noir sur case blanche a2 · Cavalier blanc sur case noire b2 · Cavalier blanc sur case noire a1 · Roi blanc sur case noire c1 · Cavalier noir sur case blanche f1 | Fou blanc sur case noire f8 · Tour noire sur case noire a7 · Fou noir sur case blanche b7 · Cavalier noir sur case blanche h7 · Pion noir sur case noire f6 · Tour noire sur case blanche g6 · Pion noir sur case blanche h5 · Pion blanc sur case noire b4 · Roi noir sur case noire a3 · Pion blanc sur case noire c3 · Tour blanche sur case noire e3 · Pion noir sur case blanche a2 · Cavalier blanc sur case noire b2 · Cavalier blanc sur case noire a1 · Roi blanc sur case noire c1 · Cavalier noir sur case blanche f1 | Fou blanc sur case noire f8 · Tour noire sur case noire a7 · Fou noir sur case blanche b7 · Cavalier noir sur case blanche h7 · Pion noir sur case noire f6 · Tour noire sur case blanche g6 · Pion noir sur case blanche h5 · Pion blanc sur case noire b4 · Roi noir sur case noire a3 · Pion blanc sur case noire c3 · Tour blanche sur case noire e3 · Pion noir sur case blanche a2 · Cavalier blanc sur case noire b2 · Cavalier blanc sur case noire a1 · Roi blanc sur case noire c1 · Cavalier noir sur case blanche f1 | Fou blanc sur case noire f8 · Tour noire sur case noire a7 · Fou noir sur case blanche b7 · Cavalier noir sur case blanche h7 · Pion noir sur case noire f6 · Tour noire sur case blanche g6 · Pion noir sur case blanche h5 · Pion blanc sur case noire b4 · Roi noir sur case noire a3 · Pion blanc sur case noire c3 · Tour blanche sur case noire e3 · Pion noir sur case blanche a2 · Cavalier blanc sur case noire b2 · Cavalier blanc sur case noire a1 · Roi blanc sur case noire c1 · Cavalier noir sur case blanche f1 | 6 |
| 5 | Fou blanc sur case noire f8 · Tour noire sur case noire a7 · Fou noir sur case blanche b7 · Cavalier noir sur case blanche h7 · Pion noir sur case noire f6 · Tour noire sur case blanche g6 · Pion noir sur case blanche h5 · Pion blanc sur case noire b4 · Roi noir sur case noire a3 · Pion blanc sur case noire c3 · Tour blanche sur case noire e3 · Pion noir sur case blanche a2 · Cavalier blanc sur case noire b2 · Cavalier blanc sur case noire a1 · Roi blanc sur case noire c1 · Cavalier noir sur case blanche f1 | Fou blanc sur case noire f8 · Tour noire sur case noire a7 · Fou noir sur case blanche b7 · Cavalier noir sur case blanche h7 · Pion noir sur case noire f6 · Tour noire sur case blanche g6 · Pion noir sur case blanche h5 · Pion blanc sur case noire b4 · Roi noir sur case noire a3 · Pion blanc sur case noire c3 · Tour blanche sur case noire e3 · Pion noir sur case blanche a2 · Cavalier blanc sur case noire b2 · Cavalier blanc sur case noire a1 · Roi blanc sur case noire c1 · Cavalier noir sur case blanche f1 | Fou blanc sur case noire f8 · Tour noire sur case noire a7 · Fou noir sur case blanche b7 · Cavalier noir sur case blanche h7 · Pion noir sur case noire f6 · Tour noire sur case blanche g6 · Pion noir sur case blanche h5 · Pion blanc sur case noire b4 · Roi noir sur case noire a3 · Pion blanc sur case noire c3 · Tour blanche sur case noire e3 · Pion noir sur case blanche a2 · Cavalier blanc sur case noire b2 · Cavalier blanc sur case noire a1 · Roi blanc sur case noire c1 · Cavalier noir sur case blanche f1 | Fou blanc sur case noire f8 · Tour noire sur case noire a7 · Fou noir sur case blanche b7 · Cavalier noir sur case blanche h7 · Pion noir sur case noire f6 · Tour noire sur case blanche g6 · Pion noir sur case blanche h5 · Pion blanc sur case noire b4 · Roi noir sur case noire a3 · Pion blanc sur case noire c3 · Tour blanche sur case noire e3 · Pion noir sur case blanche a2 · Cavalier blanc sur case noire b2 · Cavalier blanc sur case noire a1 · Roi blanc sur case noire c1 · Cavalier noir sur case blanche f1 | Fou blanc sur case noire f8 · Tour noire sur case noire a7 · Fou noir sur case blanche b7 · Cavalier noir sur case blanche h7 · Pion noir sur case noire f6 · Tour noire sur case blanche g6 · Pion noir sur case blanche h5 · Pion blanc sur case noire b4 · Roi noir sur case noire a3 · Pion blanc sur case noire c3 · Tour blanche sur case noire e3 · Pion noir sur case blanche a2 · Cavalier blanc sur case noire b2 · Cavalier blanc sur case noire a1 · Roi blanc sur case noire c1 · Cavalier noir sur case blanche f1 | Fou blanc sur case noire f8 · Tour noire sur case noire a7 · Fou noir sur case blanche b7 · Cavalier noir sur case blanche h7 · Pion noir sur case noire f6 · Tour noire sur case blanche g6 · Pion noir sur case blanche h5 · Pion blanc sur case noire b4 · Roi noir sur case noire a3 · Pion blanc sur case noire c3 · Tour blanche sur case noire e3 · Pion noir sur case blanche a2 · Cavalier blanc sur case noire b2 · Cavalier blanc sur case noire a1 · Roi blanc sur case noire c1 · Cavalier noir sur case blanche f1 | Fou blanc sur case noire f8 · Tour noire sur case noire a7 · Fou noir sur case blanche b7 · Cavalier noir sur case blanche h7 · Pion noir sur case noire f6 · Tour noire sur case blanche g6 · Pion noir sur case blanche h5 · Pion blanc sur case noire b4 · Roi noir sur case noire a3 · Pion blanc sur case noire c3 · Tour blanche sur case noire e3 · Pion noir sur case blanche a2 · Cavalier blanc sur case noire b2 · Cavalier blanc sur case noire a1 · Roi blanc sur case noire c1 · Cavalier noir sur case blanche f1 | Fou blanc sur case noire f8 · Tour noire sur case noire a7 · Fou noir sur case blanche b7 · Cavalier noir sur case blanche h7 · Pion noir sur case noire f6 · Tour noire sur case blanche g6 · Pion noir sur case blanche h5 · Pion blanc sur case noire b4 · Roi noir sur case noire a3 · Pion blanc sur case noire c3 · Tour blanche sur case noire e3 · Pion noir sur case blanche a2 · Cavalier blanc sur case noire b2 · Cavalier blanc sur case noire a1 · Roi blanc sur case noire c1 · Cavalier noir sur case blanche f1 | 5 |
| 4 | Fou blanc sur case noire f8 · Tour noire sur case noire a7 · Fou noir sur case blanche b7 · Cavalier noir sur case blanche h7 · Pion noir sur case noire f6 · Tour noire sur case blanche g6 · Pion noir sur case blanche h5 · Pion blanc sur case noire b4 · Roi noir sur case noire a3 · Pion blanc sur case noire c3 · Tour blanche sur case noire e3 · Pion noir sur case blanche a2 · Cavalier blanc sur case noire b2 · Cavalier blanc sur case noire a1 · Roi blanc sur case noire c1 · Cavalier noir sur case blanche f1 | Fou blanc sur case noire f8 · Tour noire sur case noire a7 · Fou noir sur case blanche b7 · Cavalier noir sur case blanche h7 · Pion noir sur case noire f6 · Tour noire sur case blanche g6 · Pion noir sur case blanche h5 · Pion blanc sur case noire b4 · Roi noir sur case noire a3 · Pion blanc sur case noire c3 · Tour blanche sur case noire e3 · Pion noir sur case blanche a2 · Cavalier blanc sur case noire b2 · Cavalier blanc sur case noire a1 · Roi blanc sur case noire c1 · Cavalier noir sur case blanche f1 | Fou blanc sur case noire f8 · Tour noire sur case noire a7 · Fou noir sur case blanche b7 · Cavalier noir sur case blanche h7 · Pion noir sur case noire f6 · Tour noire sur case blanche g6 · Pion noir sur case blanche h5 · Pion blanc sur case noire b4 · Roi noir sur case noire a3 · Pion blanc sur case noire c3 · Tour blanche sur case noire e3 · Pion noir sur case blanche a2 · Cavalier blanc sur case noire b2 · Cavalier blanc sur case noire a1 · Roi blanc sur case noire c1 · Cavalier noir sur case blanche f1 | Fou blanc sur case noire f8 · Tour noire sur case noire a7 · Fou noir sur case blanche b7 · Cavalier noir sur case blanche h7 · Pion noir sur case noire f6 · Tour noire sur case blanche g6 · Pion noir sur case blanche h5 · Pion blanc sur case noire b4 · Roi noir sur case noire a3 · Pion blanc sur case noire c3 · Tour blanche sur case noire e3 · Pion noir sur case blanche a2 · Cavalier blanc sur case noire b2 · Cavalier blanc sur case noire a1 · Roi blanc sur case noire c1 · Cavalier noir sur case blanche f1 | Fou blanc sur case noire f8 · Tour noire sur case noire a7 · Fou noir sur case blanche b7 · Cavalier noir sur case blanche h7 · Pion noir sur case noire f6 · Tour noire sur case blanche g6 · Pion noir sur case blanche h5 · Pion blanc sur case noire b4 · Roi noir sur case noire a3 · Pion blanc sur case noire c3 · Tour blanche sur case noire e3 · Pion noir sur case blanche a2 · Cavalier blanc sur case noire b2 · Cavalier blanc sur case noire a1 · Roi blanc sur case noire c1 · Cavalier noir sur case blanche f1 | Fou blanc sur case noire f8 · Tour noire sur case noire a7 · Fou noir sur case blanche b7 · Cavalier noir sur case blanche h7 · Pion noir sur case noire f6 · Tour noire sur case blanche g6 · Pion noir sur case blanche h5 · Pion blanc sur case noire b4 · Roi noir sur case noire a3 · Pion blanc sur case noire c3 · Tour blanche sur case noire e3 · Pion noir sur case blanche a2 · Cavalier blanc sur case noire b2 · Cavalier blanc sur case noire a1 · Roi blanc sur case noire c1 · Cavalier noir sur case blanche f1 | Fou blanc sur case noire f8 · Tour noire sur case noire a7 · Fou noir sur case blanche b7 · Cavalier noir sur case blanche h7 · Pion noir sur case noire f6 · Tour noire sur case blanche g6 · Pion noir sur case blanche h5 · Pion blanc sur case noire b4 · Roi noir sur case noire a3 · Pion blanc sur case noire c3 · Tour blanche sur case noire e3 · Pion noir sur case blanche a2 · Cavalier blanc sur case noire b2 · Cavalier blanc sur case noire a1 · Roi blanc sur case noire c1 · Cavalier noir sur case blanche f1 | Fou blanc sur case noire f8 · Tour noire sur case noire a7 · Fou noir sur case blanche b7 · Cavalier noir sur case blanche h7 · Pion noir sur case noire f6 · Tour noire sur case blanche g6 · Pion noir sur case blanche h5 · Pion blanc sur case noire b4 · Roi noir sur case noire a3 · Pion blanc sur case noire c3 · Tour blanche sur case noire e3 · Pion noir sur case blanche a2 · Cavalier blanc sur case noire b2 · Cavalier blanc sur case noire a1 · Roi blanc sur case noire c1 · Cavalier noir sur case blanche f1 | 4 |
| 3 | Fou blanc sur case noire f8 · Tour noire sur case noire a7 · Fou noir sur case blanche b7 · Cavalier noir sur case blanche h7 · Pion noir sur case noire f6 · Tour noire sur case blanche g6 · Pion noir sur case blanche h5 · Pion blanc sur case noire b4 · Roi noir sur case noire a3 · Pion blanc sur case noire c3 · Tour blanche sur case noire e3 · Pion noir sur case blanche a2 · Cavalier blanc sur case noire b2 · Cavalier blanc sur case noire a1 · Roi blanc sur case noire c1 · Cavalier noir sur case blanche f1 | Fou blanc sur case noire f8 · Tour noire sur case noire a7 · Fou noir sur case blanche b7 · Cavalier noir sur case blanche h7 · Pion noir sur case noire f6 · Tour noire sur case blanche g6 · Pion noir sur case blanche h5 · Pion blanc sur case noire b4 · Roi noir sur case noire a3 · Pion blanc sur case noire c3 · Tour blanche sur case noire e3 · Pion noir sur case blanche a2 · Cavalier blanc sur case noire b2 · Cavalier blanc sur case noire a1 · Roi blanc sur case noire c1 · Cavalier noir sur case blanche f1 | Fou blanc sur case noire f8 · Tour noire sur case noire a7 · Fou noir sur case blanche b7 · Cavalier noir sur case blanche h7 · Pion noir sur case noire f6 · Tour noire sur case blanche g6 · Pion noir sur case blanche h5 · Pion blanc sur case noire b4 · Roi noir sur case noire a3 · Pion blanc sur case noire c3 · Tour blanche sur case noire e3 · Pion noir sur case blanche a2 · Cavalier blanc sur case noire b2 · Cavalier blanc sur case noire a1 · Roi blanc sur case noire c1 · Cavalier noir sur case blanche f1 | Fou blanc sur case noire f8 · Tour noire sur case noire a7 · Fou noir sur case blanche b7 · Cavalier noir sur case blanche h7 · Pion noir sur case noire f6 · Tour noire sur case blanche g6 · Pion noir sur case blanche h5 · Pion blanc sur case noire b4 · Roi noir sur case noire a3 · Pion blanc sur case noire c3 · Tour blanche sur case noire e3 · Pion noir sur case blanche a2 · Cavalier blanc sur case noire b2 · Cavalier blanc sur case noire a1 · Roi blanc sur case noire c1 · Cavalier noir sur case blanche f1 | Fou blanc sur case noire f8 · Tour noire sur case noire a7 · Fou noir sur case blanche b7 · Cavalier noir sur case blanche h7 · Pion noir sur case noire f6 · Tour noire sur case blanche g6 · Pion noir sur case blanche h5 · Pion blanc sur case noire b4 · Roi noir sur case noire a3 · Pion blanc sur case noire c3 · Tour blanche sur case noire e3 · Pion noir sur case blanche a2 · Cavalier blanc sur case noire b2 · Cavalier blanc sur case noire a1 · Roi blanc sur case noire c1 · Cavalier noir sur case blanche f1 | Fou blanc sur case noire f8 · Tour noire sur case noire a7 · Fou noir sur case blanche b7 · Cavalier noir sur case blanche h7 · Pion noir sur case noire f6 · Tour noire sur case blanche g6 · Pion noir sur case blanche h5 · Pion blanc sur case noire b4 · Roi noir sur case noire a3 · Pion blanc sur case noire c3 · Tour blanche sur case noire e3 · Pion noir sur case blanche a2 · Cavalier blanc sur case noire b2 · Cavalier blanc sur case noire a1 · Roi blanc sur case noire c1 · Cavalier noir sur case blanche f1 | Fou blanc sur case noire f8 · Tour noire sur case noire a7 · Fou noir sur case blanche b7 · Cavalier noir sur case blanche h7 · Pion noir sur case noire f6 · Tour noire sur case blanche g6 · Pion noir sur case blanche h5 · Pion blanc sur case noire b4 · Roi noir sur case noire a3 · Pion blanc sur case noire c3 · Tour blanche sur case noire e3 · Pion noir sur case blanche a2 · Cavalier blanc sur case noire b2 · Cavalier blanc sur case noire a1 · Roi blanc sur case noire c1 · Cavalier noir sur case blanche f1 | Fou blanc sur case noire f8 · Tour noire sur case noire a7 · Fou noir sur case blanche b7 · Cavalier noir sur case blanche h7 · Pion noir sur case noire f6 · Tour noire sur case blanche g6 · Pion noir sur case blanche h5 · Pion blanc sur case noire b4 · Roi noir sur case noire a3 · Pion blanc sur case noire c3 · Tour blanche sur case noire e3 · Pion noir sur case blanche a2 · Cavalier blanc sur case noire b2 · Cavalier blanc sur case noire a1 · Roi blanc sur case noire c1 · Cavalier noir sur case blanche f1 | 3 |
| 2 | Fou blanc sur case noire f8 · Tour noire sur case noire a7 · Fou noir sur case blanche b7 · Cavalier noir sur case blanche h7 · Pion noir sur case noire f6 · Tour noire sur case blanche g6 · Pion noir sur case blanche h5 · Pion blanc sur case noire b4 · Roi noir sur case noire a3 · Pion blanc sur case noire c3 · Tour blanche sur case noire e3 · Pion noir sur case blanche a2 · Cavalier blanc sur case noire b2 · Cavalier blanc sur case noire a1 · Roi blanc sur case noire c1 · Cavalier noir sur case blanche f1 | Fou blanc sur case noire f8 · Tour noire sur case noire a7 · Fou noir sur case blanche b7 · Cavalier noir sur case blanche h7 · Pion noir sur case noire f6 · Tour noire sur case blanche g6 · Pion noir sur case blanche h5 · Pion blanc sur case noire b4 · Roi noir sur case noire a3 · Pion blanc sur case noire c3 · Tour blanche sur case noire e3 · Pion noir sur case blanche a2 · Cavalier blanc sur case noire b2 · Cavalier blanc sur case noire a1 · Roi blanc sur case noire c1 · Cavalier noir sur case blanche f1 | Fou blanc sur case noire f8 · Tour noire sur case noire a7 · Fou noir sur case blanche b7 · Cavalier noir sur case blanche h7 · Pion noir sur case noire f6 · Tour noire sur case blanche g6 · Pion noir sur case blanche h5 · Pion blanc sur case noire b4 · Roi noir sur case noire a3 · Pion blanc sur case noire c3 · Tour blanche sur case noire e3 · Pion noir sur case blanche a2 · Cavalier blanc sur case noire b2 · Cavalier blanc sur case noire a1 · Roi blanc sur case noire c1 · Cavalier noir sur case blanche f1 | Fou blanc sur case noire f8 · Tour noire sur case noire a7 · Fou noir sur case blanche b7 · Cavalier noir sur case blanche h7 · Pion noir sur case noire f6 · Tour noire sur case blanche g6 · Pion noir sur case blanche h5 · Pion blanc sur case noire b4 · Roi noir sur case noire a3 · Pion blanc sur case noire c3 · Tour blanche sur case noire e3 · Pion noir sur case blanche a2 · Cavalier blanc sur case noire b2 · Cavalier blanc sur case noire a1 · Roi blanc sur case noire c1 · Cavalier noir sur case blanche f1 | Fou blanc sur case noire f8 · Tour noire sur case noire a7 · Fou noir sur case blanche b7 · Cavalier noir sur case blanche h7 · Pion noir sur case noire f6 · Tour noire sur case blanche g6 · Pion noir sur case blanche h5 · Pion blanc sur case noire b4 · Roi noir sur case noire a3 · Pion blanc sur case noire c3 · Tour blanche sur case noire e3 · Pion noir sur case blanche a2 · Cavalier blanc sur case noire b2 · Cavalier blanc sur case noire a1 · Roi blanc sur case noire c1 · Cavalier noir sur case blanche f1 | Fou blanc sur case noire f8 · Tour noire sur case noire a7 · Fou noir sur case blanche b7 · Cavalier noir sur case blanche h7 · Pion noir sur case noire f6 · Tour noire sur case blanche g6 · Pion noir sur case blanche h5 · Pion blanc sur case noire b4 · Roi noir sur case noire a3 · Pion blanc sur case noire c3 · Tour blanche sur case noire e3 · Pion noir sur case blanche a2 · Cavalier blanc sur case noire b2 · Cavalier blanc sur case noire a1 · Roi blanc sur case noire c1 · Cavalier noir sur case blanche f1 | Fou blanc sur case noire f8 · Tour noire sur case noire a7 · Fou noir sur case blanche b7 · Cavalier noir sur case blanche h7 · Pion noir sur case noire f6 · Tour noire sur case blanche g6 · Pion noir sur case blanche h5 · Pion blanc sur case noire b4 · Roi noir sur case noire a3 · Pion blanc sur case noire c3 · Tour blanche sur case noire e3 · Pion noir sur case blanche a2 · Cavalier blanc sur case noire b2 · Cavalier blanc sur case noire a1 · Roi blanc sur case noire c1 · Cavalier noir sur case blanche f1 | Fou blanc sur case noire f8 · Tour noire sur case noire a7 · Fou noir sur case blanche b7 · Cavalier noir sur case blanche h7 · Pion noir sur case noire f6 · Tour noire sur case blanche g6 · Pion noir sur case blanche h5 · Pion blanc sur case noire b4 · Roi noir sur case noire a3 · Pion blanc sur case noire c3 · Tour blanche sur case noire e3 · Pion noir sur case blanche a2 · Cavalier blanc sur case noire b2 · Cavalier blanc sur case noire a1 · Roi blanc sur case noire c1 · Cavalier noir sur case blanche f1 | 2 |
| 1 | Fou blanc sur case noire f8 · Tour noire sur case noire a7 · Fou noir sur case blanche b7 · Cavalier noir sur case blanche h7 · Pion noir sur case noire f6 · Tour noire sur case blanche g6 · Pion noir sur case blanche h5 · Pion blanc sur case noire b4 · Roi noir sur case noire a3 · Pion blanc sur case noire c3 · Tour blanche sur case noire e3 · Pion noir sur case blanche a2 · Cavalier blanc sur case noire b2 · Cavalier blanc sur case noire a1 · Roi blanc sur case noire c1 · Cavalier noir sur case blanche f1 | Fou blanc sur case noire f8 · Tour noire sur case noire a7 · Fou noir sur case blanche b7 · Cavalier noir sur case blanche h7 · Pion noir sur case noire f6 · Tour noire sur case blanche g6 · Pion noir sur case blanche h5 · Pion blanc sur case noire b4 · Roi noir sur case noire a3 · Pion blanc sur case noire c3 · Tour blanche sur case noire e3 · Pion noir sur case blanche a2 · Cavalier blanc sur case noire b2 · Cavalier blanc sur case noire a1 · Roi blanc sur case noire c1 · Cavalier noir sur case blanche f1 | Fou blanc sur case noire f8 · Tour noire sur case noire a7 · Fou noir sur case blanche b7 · Cavalier noir sur case blanche h7 · Pion noir sur case noire f6 · Tour noire sur case blanche g6 · Pion noir sur case blanche h5 · Pion blanc sur case noire b4 · Roi noir sur case noire a3 · Pion blanc sur case noire c3 · Tour blanche sur case noire e3 · Pion noir sur case blanche a2 · Cavalier blanc sur case noire b2 · Cavalier blanc sur case noire a1 · Roi blanc sur case noire c1 · Cavalier noir sur case blanche f1 | Fou blanc sur case noire f8 · Tour noire sur case noire a7 · Fou noir sur case blanche b7 · Cavalier noir sur case blanche h7 · Pion noir sur case noire f6 · Tour noire sur case blanche g6 · Pion noir sur case blanche h5 · Pion blanc sur case noire b4 · Roi noir sur case noire a3 · Pion blanc sur case noire c3 · Tour blanche sur case noire e3 · Pion noir sur case blanche a2 · Cavalier blanc sur case noire b2 · Cavalier blanc sur case noire a1 · Roi blanc sur case noire c1 · Cavalier noir sur case blanche f1 | Fou blanc sur case noire f8 · Tour noire sur case noire a7 · Fou noir sur case blanche b7 · Cavalier noir sur case blanche h7 · Pion noir sur case noire f6 · Tour noire sur case blanche g6 · Pion noir sur case blanche h5 · Pion blanc sur case noire b4 · Roi noir sur case noire a3 · Pion blanc sur case noire c3 · Tour blanche sur case noire e3 · Pion noir sur case blanche a2 · Cavalier blanc sur case noire b2 · Cavalier blanc sur case noire a1 · Roi blanc sur case noire c1 · Cavalier noir sur case blanche f1 | Fou blanc sur case noire f8 · Tour noire sur case noire a7 · Fou noir sur case blanche b7 · Cavalier noir sur case blanche h7 · Pion noir sur case noire f6 · Tour noire sur case blanche g6 · Pion noir sur case blanche h5 · Pion blanc sur case noire b4 · Roi noir sur case noire a3 · Pion blanc sur case noire c3 · Tour blanche sur case noire e3 · Pion noir sur case blanche a2 · Cavalier blanc sur case noire b2 · Cavalier blanc sur case noire a1 · Roi blanc sur case noire c1 · Cavalier noir sur case blanche f1 | Fou blanc sur case noire f8 · Tour noire sur case noire a7 · Fou noir sur case blanche b7 · Cavalier noir sur case blanche h7 · Pion noir sur case noire f6 · Tour noire sur case blanche g6 · Pion noir sur case blanche h5 · Pion blanc sur case noire b4 · Roi noir sur case noire a3 · Pion blanc sur case noire c3 · Tour blanche sur case noire e3 · Pion noir sur case blanche a2 · Cavalier blanc sur case noire b2 · Cavalier blanc sur case noire a1 · Roi blanc sur case noire c1 · Cavalier noir sur case blanche f1 | Fou blanc sur case noire f8 · Tour noire sur case noire a7 · Fou noir sur case blanche b7 · Cavalier noir sur case blanche h7 · Pion noir sur case noire f6 · Tour noire sur case blanche g6 · Pion noir sur case blanche h5 · Pion blanc sur case noire b4 · Roi noir sur case noire a3 · Pion blanc sur case noire c3 · Tour blanche sur case noire e3 · Pion noir sur case blanche a2 · Cavalier blanc sur case noire b2 · Cavalier blanc sur case noire a1 · Roi blanc sur case noire c1 · Cavalier noir sur case blanche f1 | 1 |
|   | a | b | c | d | e | f | g | h |   |

La position suivante est un problème de mat en 17 coups (qui sont tous des échecs au roi). Un bon logiciel d'échecs (par exemple Stockfish) en trouve la solution en moins d'une seconde alors qu'un joueur humain même fort éprouvera beaucoup de difficulté à la trouver.
En effet il y a peu de possibilités à chaque coup qui sont des échecs, donc un logiciel peut facilement tous les essayer à une profondeur élevée, mais un humain aura du mal à se représenter les conséquences de chacun de ses coups.

### Exemples désavantageant un ordinateur

#### Exemple tactique
|   | a | b | c | d | e | f | g | h |   |
| 8 | Tour noire sur case blanche a8 · Tour noire sur case noire d8 · Roi noir sur case blanche g8 · Pion noir sur case noire a7 · Pion noir sur case blanche b7 · Pion noir sur case noire c7 · Pion noir sur case blanche f7 · Pion noir sur case noire g7 · Pion noir sur case blanche h7 · Dame blanche sur case noire e5 · Cavalier noir sur case blanche h5 · Tour blanche sur case blanche e4 · Fou noir sur case blanche g4 · Fou blanc sur case noire c3 · Pion blanc sur case noire g3 · Dame noire sur case blanche h3 · Pion blanc sur case blanche a2 · Pion blanc sur case noire b2 · Pion blanc sur case blanche c2 · Pion blanc sur case noire f2 · Tour blanche sur case noire a1 · Roi blanc sur case noire g1 | Tour noire sur case blanche a8 · Tour noire sur case noire d8 · Roi noir sur case blanche g8 · Pion noir sur case noire a7 · Pion noir sur case blanche b7 · Pion noir sur case noire c7 · Pion noir sur case blanche f7 · Pion noir sur case noire g7 · Pion noir sur case blanche h7 · Dame blanche sur case noire e5 · Cavalier noir sur case blanche h5 · Tour blanche sur case blanche e4 · Fou noir sur case blanche g4 · Fou blanc sur case noire c3 · Pion blanc sur case noire g3 · Dame noire sur case blanche h3 · Pion blanc sur case blanche a2 · Pion blanc sur case noire b2 · Pion blanc sur case blanche c2 · Pion blanc sur case noire f2 · Tour blanche sur case noire a1 · Roi blanc sur case noire g1 | Tour noire sur case blanche a8 · Tour noire sur case noire d8 · Roi noir sur case blanche g8 · Pion noir sur case noire a7 · Pion noir sur case blanche b7 · Pion noir sur case noire c7 · Pion noir sur case blanche f7 · Pion noir sur case noire g7 · Pion noir sur case blanche h7 · Dame blanche sur case noire e5 · Cavalier noir sur case blanche h5 · Tour blanche sur case blanche e4 · Fou noir sur case blanche g4 · Fou blanc sur case noire c3 · Pion blanc sur case noire g3 · Dame noire sur case blanche h3 · Pion blanc sur case blanche a2 · Pion blanc sur case noire b2 · Pion blanc sur case blanche c2 · Pion blanc sur case noire f2 · Tour blanche sur case noire a1 · Roi blanc sur case noire g1 | Tour noire sur case blanche a8 · Tour noire sur case noire d8 · Roi noir sur case blanche g8 · Pion noir sur case noire a7 · Pion noir sur case blanche b7 · Pion noir sur case noire c7 · Pion noir sur case blanche f7 · Pion noir sur case noire g7 · Pion noir sur case blanche h7 · Dame blanche sur case noire e5 · Cavalier noir sur case blanche h5 · Tour blanche sur case blanche e4 · Fou noir sur case blanche g4 · Fou blanc sur case noire c3 · Pion blanc sur case noire g3 · Dame noire sur case blanche h3 · Pion blanc sur case blanche a2 · Pion blanc sur case noire b2 · Pion blanc sur case blanche c2 · Pion blanc sur case noire f2 · Tour blanche sur case noire a1 · Roi blanc sur case noire g1 | Tour noire sur case blanche a8 · Tour noire sur case noire d8 · Roi noir sur case blanche g8 · Pion noir sur case noire a7 · Pion noir sur case blanche b7 · Pion noir sur case noire c7 · Pion noir sur case blanche f7 · Pion noir sur case noire g7 · Pion noir sur case blanche h7 · Dame blanche sur case noire e5 · Cavalier noir sur case blanche h5 · Tour blanche sur case blanche e4 · Fou noir sur case blanche g4 · Fou blanc sur case noire c3 · Pion blanc sur case noire g3 · Dame noire sur case blanche h3 · Pion blanc sur case blanche a2 · Pion blanc sur case noire b2 · Pion blanc sur case blanche c2 · Pion blanc sur case noire f2 · Tour blanche sur case noire a1 · Roi blanc sur case noire g1 | Tour noire sur case blanche a8 · Tour noire sur case noire d8 · Roi noir sur case blanche g8 · Pion noir sur case noire a7 · Pion noir sur case blanche b7 · Pion noir sur case noire c7 · Pion noir sur case blanche f7 · Pion noir sur case noire g7 · Pion noir sur case blanche h7 · Dame blanche sur case noire e5 · Cavalier noir sur case blanche h5 · Tour blanche sur case blanche e4 · Fou noir sur case blanche g4 · Fou blanc sur case noire c3 · Pion blanc sur case noire g3 · Dame noire sur case blanche h3 · Pion blanc sur case blanche a2 · Pion blanc sur case noire b2 · Pion blanc sur case blanche c2 · Pion blanc sur case noire f2 · Tour blanche sur case noire a1 · Roi blanc sur case noire g1 | Tour noire sur case blanche a8 · Tour noire sur case noire d8 · Roi noir sur case blanche g8 · Pion noir sur case noire a7 · Pion noir sur case blanche b7 · Pion noir sur case noire c7 · Pion noir sur case blanche f7 · Pion noir sur case noire g7 · Pion noir sur case blanche h7 · Dame blanche sur case noire e5 · Cavalier noir sur case blanche h5 · Tour blanche sur case blanche e4 · Fou noir sur case blanche g4 · Fou blanc sur case noire c3 · Pion blanc sur case noire g3 · Dame noire sur case blanche h3 · Pion blanc sur case blanche a2 · Pion blanc sur case noire b2 · Pion blanc sur case blanche c2 · Pion blanc sur case noire f2 · Tour blanche sur case noire a1 · Roi blanc sur case noire g1 | Tour noire sur case blanche a8 · Tour noire sur case noire d8 · Roi noir sur case blanche g8 · Pion noir sur case noire a7 · Pion noir sur case blanche b7 · Pion noir sur case noire c7 · Pion noir sur case blanche f7 · Pion noir sur case noire g7 · Pion noir sur case blanche h7 · Dame blanche sur case noire e5 · Cavalier noir sur case blanche h5 · Tour blanche sur case blanche e4 · Fou noir sur case blanche g4 · Fou blanc sur case noire c3 · Pion blanc sur case noire g3 · Dame noire sur case blanche h3 · Pion blanc sur case blanche a2 · Pion blanc sur case noire b2 · Pion blanc sur case blanche c2 · Pion blanc sur case noire f2 · Tour blanche sur case noire a1 · Roi blanc sur case noire g1 | 8 |
| 7 | Tour noire sur case blanche a8 · Tour noire sur case noire d8 · Roi noir sur case blanche g8 · Pion noir sur case noire a7 · Pion noir sur case blanche b7 · Pion noir sur case noire c7 · Pion noir sur case blanche f7 · Pion noir sur case noire g7 · Pion noir sur case blanche h7 · Dame blanche sur case noire e5 · Cavalier noir sur case blanche h5 · Tour blanche sur case blanche e4 · Fou noir sur case blanche g4 · Fou blanc sur case noire c3 · Pion blanc sur case noire g3 · Dame noire sur case blanche h3 · Pion blanc sur case blanche a2 · Pion blanc sur case noire b2 · Pion blanc sur case blanche c2 · Pion blanc sur case noire f2 · Tour blanche sur case noire a1 · Roi blanc sur case noire g1 | Tour noire sur case blanche a8 · Tour noire sur case noire d8 · Roi noir sur case blanche g8 · Pion noir sur case noire a7 · Pion noir sur case blanche b7 · Pion noir sur case noire c7 · Pion noir sur case blanche f7 · Pion noir sur case noire g7 · Pion noir sur case blanche h7 · Dame blanche sur case noire e5 · Cavalier noir sur case blanche h5 · Tour blanche sur case blanche e4 · Fou noir sur case blanche g4 · Fou blanc sur case noire c3 · Pion blanc sur case noire g3 · Dame noire sur case blanche h3 · Pion blanc sur case blanche a2 · Pion blanc sur case noire b2 · Pion blanc sur case blanche c2 · Pion blanc sur case noire f2 · Tour blanche sur case noire a1 · Roi blanc sur case noire g1 | Tour noire sur case blanche a8 · Tour noire sur case noire d8 · Roi noir sur case blanche g8 · Pion noir sur case noire a7 · Pion noir sur case blanche b7 · Pion noir sur case noire c7 · Pion noir sur case blanche f7 · Pion noir sur case noire g7 · Pion noir sur case blanche h7 · Dame blanche sur case noire e5 · Cavalier noir sur case blanche h5 · Tour blanche sur case blanche e4 · Fou noir sur case blanche g4 · Fou blanc sur case noire c3 · Pion blanc sur case noire g3 · Dame noire sur case blanche h3 · Pion blanc sur case blanche a2 · Pion blanc sur case noire b2 · Pion blanc sur case blanche c2 · Pion blanc sur case noire f2 · Tour blanche sur case noire a1 · Roi blanc sur case noire g1 | Tour noire sur case blanche a8 · Tour noire sur case noire d8 · Roi noir sur case blanche g8 · Pion noir sur case noire a7 · Pion noir sur case blanche b7 · Pion noir sur case noire c7 · Pion noir sur case blanche f7 · Pion noir sur case noire g7 · Pion noir sur case blanche h7 · Dame blanche sur case noire e5 · Cavalier noir sur case blanche h5 · Tour blanche sur case blanche e4 · Fou noir sur case blanche g4 · Fou blanc sur case noire c3 · Pion blanc sur case noire g3 · Dame noire sur case blanche h3 · Pion blanc sur case blanche a2 · Pion blanc sur case noire b2 · Pion blanc sur case blanche c2 · Pion blanc sur case noire f2 · Tour blanche sur case noire a1 · Roi blanc sur case noire g1 | Tour noire sur case blanche a8 · Tour noire sur case noire d8 · Roi noir sur case blanche g8 · Pion noir sur case noire a7 · Pion noir sur case blanche b7 · Pion noir sur case noire c7 · Pion noir sur case blanche f7 · Pion noir sur case noire g7 · Pion noir sur case blanche h7 · Dame blanche sur case noire e5 · Cavalier noir sur case blanche h5 · Tour blanche sur case blanche e4 · Fou noir sur case blanche g4 · Fou blanc sur case noire c3 · Pion blanc sur case noire g3 · Dame noire sur case blanche h3 · Pion blanc sur case blanche a2 · Pion blanc sur case noire b2 · Pion blanc sur case blanche c2 · Pion blanc sur case noire f2 · Tour blanche sur case noire a1 · Roi blanc sur case noire g1 | Tour noire sur case blanche a8 · Tour noire sur case noire d8 · Roi noir sur case blanche g8 · Pion noir sur case noire a7 · Pion noir sur case blanche b7 · Pion noir sur case noire c7 · Pion noir sur case blanche f7 · Pion noir sur case noire g7 · Pion noir sur case blanche h7 · Dame blanche sur case noire e5 · Cavalier noir sur case blanche h5 · Tour blanche sur case blanche e4 · Fou noir sur case blanche g4 · Fou blanc sur case noire c3 · Pion blanc sur case noire g3 · Dame noire sur case blanche h3 · Pion blanc sur case blanche a2 · Pion blanc sur case noire b2 · Pion blanc sur case blanche c2 · Pion blanc sur case noire f2 · Tour blanche sur case noire a1 · Roi blanc sur case noire g1 | Tour noire sur case blanche a8 · Tour noire sur case noire d8 · Roi noir sur case blanche g8 · Pion noir sur case noire a7 · Pion noir sur case blanche b7 · Pion noir sur case noire c7 · Pion noir sur case blanche f7 · Pion noir sur case noire g7 · Pion noir sur case blanche h7 · Dame blanche sur case noire e5 · Cavalier noir sur case blanche h5 · Tour blanche sur case blanche e4 · Fou noir sur case blanche g4 · Fou blanc sur case noire c3 · Pion blanc sur case noire g3 · Dame noire sur case blanche h3 · Pion blanc sur case blanche a2 · Pion blanc sur case noire b2 · Pion blanc sur case blanche c2 · Pion blanc sur case noire f2 · Tour blanche sur case noire a1 · Roi blanc sur case noire g1 | Tour noire sur case blanche a8 · Tour noire sur case noire d8 · Roi noir sur case blanche g8 · Pion noir sur case noire a7 · Pion noir sur case blanche b7 · Pion noir sur case noire c7 · Pion noir sur case blanche f7 · Pion noir sur case noire g7 · Pion noir sur case blanche h7 · Dame blanche sur case noire e5 · Cavalier noir sur case blanche h5 · Tour blanche sur case blanche e4 · Fou noir sur case blanche g4 · Fou blanc sur case noire c3 · Pion blanc sur case noire g3 · Dame noire sur case blanche h3 · Pion blanc sur case blanche a2 · Pion blanc sur case noire b2 · Pion blanc sur case blanche c2 · Pion blanc sur case noire f2 · Tour blanche sur case noire a1 · Roi blanc sur case noire g1 | 7 |
| 6 | Tour noire sur case blanche a8 · Tour noire sur case noire d8 · Roi noir sur case blanche g8 · Pion noir sur case noire a7 · Pion noir sur case blanche b7 · Pion noir sur case noire c7 · Pion noir sur case blanche f7 · Pion noir sur case noire g7 · Pion noir sur case blanche h7 · Dame blanche sur case noire e5 · Cavalier noir sur case blanche h5 · Tour blanche sur case blanche e4 · Fou noir sur case blanche g4 · Fou blanc sur case noire c3 · Pion blanc sur case noire g3 · Dame noire sur case blanche h3 · Pion blanc sur case blanche a2 · Pion blanc sur case noire b2 · Pion blanc sur case blanche c2 · Pion blanc sur case noire f2 · Tour blanche sur case noire a1 · Roi blanc sur case noire g1 | Tour noire sur case blanche a8 · Tour noire sur case noire d8 · Roi noir sur case blanche g8 · Pion noir sur case noire a7 · Pion noir sur case blanche b7 · Pion noir sur case noire c7 · Pion noir sur case blanche f7 · Pion noir sur case noire g7 · Pion noir sur case blanche h7 · Dame blanche sur case noire e5 · Cavalier noir sur case blanche h5 · Tour blanche sur case blanche e4 · Fou noir sur case blanche g4 · Fou blanc sur case noire c3 · Pion blanc sur case noire g3 · Dame noire sur case blanche h3 · Pion blanc sur case blanche a2 · Pion blanc sur case noire b2 · Pion blanc sur case blanche c2 · Pion blanc sur case noire f2 · Tour blanche sur case noire a1 · Roi blanc sur case noire g1 | Tour noire sur case blanche a8 · Tour noire sur case noire d8 · Roi noir sur case blanche g8 · Pion noir sur case noire a7 · Pion noir sur case blanche b7 · Pion noir sur case noire c7 · Pion noir sur case blanche f7 · Pion noir sur case noire g7 · Pion noir sur case blanche h7 · Dame blanche sur case noire e5 · Cavalier noir sur case blanche h5 · Tour blanche sur case blanche e4 · Fou noir sur case blanche g4 · Fou blanc sur case noire c3 · Pion blanc sur case noire g3 · Dame noire sur case blanche h3 · Pion blanc sur case blanche a2 · Pion blanc sur case noire b2 · Pion blanc sur case blanche c2 · Pion blanc sur case noire f2 · Tour blanche sur case noire a1 · Roi blanc sur case noire g1 | Tour noire sur case blanche a8 · Tour noire sur case noire d8 · Roi noir sur case blanche g8 · Pion noir sur case noire a7 · Pion noir sur case blanche b7 · Pion noir sur case noire c7 · Pion noir sur case blanche f7 · Pion noir sur case noire g7 · Pion noir sur case blanche h7 · Dame blanche sur case noire e5 · Cavalier noir sur case blanche h5 · Tour blanche sur case blanche e4 · Fou noir sur case blanche g4 · Fou blanc sur case noire c3 · Pion blanc sur case noire g3 · Dame noire sur case blanche h3 · Pion blanc sur case blanche a2 · Pion blanc sur case noire b2 · Pion blanc sur case blanche c2 · Pion blanc sur case noire f2 · Tour blanche sur case noire a1 · Roi blanc sur case noire g1 | Tour noire sur case blanche a8 · Tour noire sur case noire d8 · Roi noir sur case blanche g8 · Pion noir sur case noire a7 · Pion noir sur case blanche b7 · Pion noir sur case noire c7 · Pion noir sur case blanche f7 · Pion noir sur case noire g7 · Pion noir sur case blanche h7 · Dame blanche sur case noire e5 · Cavalier noir sur case blanche h5 · Tour blanche sur case blanche e4 · Fou noir sur case blanche g4 · Fou blanc sur case noire c3 · Pion blanc sur case noire g3 · Dame noire sur case blanche h3 · Pion blanc sur case blanche a2 · Pion blanc sur case noire b2 · Pion blanc sur case blanche c2 · Pion blanc sur case noire f2 · Tour blanche sur case noire a1 · Roi blanc sur case noire g1 | Tour noire sur case blanche a8 · Tour noire sur case noire d8 · Roi noir sur case blanche g8 · Pion noir sur case noire a7 · Pion noir sur case blanche b7 · Pion noir sur case noire c7 · Pion noir sur case blanche f7 · Pion noir sur case noire g7 · Pion noir sur case blanche h7 · Dame blanche sur case noire e5 · Cavalier noir sur case blanche h5 · Tour blanche sur case blanche e4 · Fou noir sur case blanche g4 · Fou blanc sur case noire c3 · Pion blanc sur case noire g3 · Dame noire sur case blanche h3 · Pion blanc sur case blanche a2 · Pion blanc sur case noire b2 · Pion blanc sur case blanche c2 · Pion blanc sur case noire f2 · Tour blanche sur case noire a1 · Roi blanc sur case noire g1 | Tour noire sur case blanche a8 · Tour noire sur case noire d8 · Roi noir sur case blanche g8 · Pion noir sur case noire a7 · Pion noir sur case blanche b7 · Pion noir sur case noire c7 · Pion noir sur case blanche f7 · Pion noir sur case noire g7 · Pion noir sur case blanche h7 · Dame blanche sur case noire e5 · Cavalier noir sur case blanche h5 · Tour blanche sur case blanche e4 · Fou noir sur case blanche g4 · Fou blanc sur case noire c3 · Pion blanc sur case noire g3 · Dame noire sur case blanche h3 · Pion blanc sur case blanche a2 · Pion blanc sur case noire b2 · Pion blanc sur case blanche c2 · Pion blanc sur case noire f2 · Tour blanche sur case noire a1 · Roi blanc sur case noire g1 | Tour noire sur case blanche a8 · Tour noire sur case noire d8 · Roi noir sur case blanche g8 · Pion noir sur case noire a7 · Pion noir sur case blanche b7 · Pion noir sur case noire c7 · Pion noir sur case blanche f7 · Pion noir sur case noire g7 · Pion noir sur case blanche h7 · Dame blanche sur case noire e5 · Cavalier noir sur case blanche h5 · Tour blanche sur case blanche e4 · Fou noir sur case blanche g4 · Fou blanc sur case noire c3 · Pion blanc sur case noire g3 · Dame noire sur case blanche h3 · Pion blanc sur case blanche a2 · Pion blanc sur case noire b2 · Pion blanc sur case blanche c2 · Pion blanc sur case noire f2 · Tour blanche sur case noire a1 · Roi blanc sur case noire g1 | 6 |
| 5 | Tour noire sur case blanche a8 · Tour noire sur case noire d8 · Roi noir sur case blanche g8 · Pion noir sur case noire a7 · Pion noir sur case blanche b7 · Pion noir sur case noire c7 · Pion noir sur case blanche f7 · Pion noir sur case noire g7 · Pion noir sur case blanche h7 · Dame blanche sur case noire e5 · Cavalier noir sur case blanche h5 · Tour blanche sur case blanche e4 · Fou noir sur case blanche g4 · Fou blanc sur case noire c3 · Pion blanc sur case noire g3 · Dame noire sur case blanche h3 · Pion blanc sur case blanche a2 · Pion blanc sur case noire b2 · Pion blanc sur case blanche c2 · Pion blanc sur case noire f2 · Tour blanche sur case noire a1 · Roi blanc sur case noire g1 | Tour noire sur case blanche a8 · Tour noire sur case noire d8 · Roi noir sur case blanche g8 · Pion noir sur case noire a7 · Pion noir sur case blanche b7 · Pion noir sur case noire c7 · Pion noir sur case blanche f7 · Pion noir sur case noire g7 · Pion noir sur case blanche h7 · Dame blanche sur case noire e5 · Cavalier noir sur case blanche h5 · Tour blanche sur case blanche e4 · Fou noir sur case blanche g4 · Fou blanc sur case noire c3 · Pion blanc sur case noire g3 · Dame noire sur case blanche h3 · Pion blanc sur case blanche a2 · Pion blanc sur case noire b2 · Pion blanc sur case blanche c2 · Pion blanc sur case noire f2 · Tour blanche sur case noire a1 · Roi blanc sur case noire g1 | Tour noire sur case blanche a8 · Tour noire sur case noire d8 · Roi noir sur case blanche g8 · Pion noir sur case noire a7 · Pion noir sur case blanche b7 · Pion noir sur case noire c7 · Pion noir sur case blanche f7 · Pion noir sur case noire g7 · Pion noir sur case blanche h7 · Dame blanche sur case noire e5 · Cavalier noir sur case blanche h5 · Tour blanche sur case blanche e4 · Fou noir sur case blanche g4 · Fou blanc sur case noire c3 · Pion blanc sur case noire g3 · Dame noire sur case blanche h3 · Pion blanc sur case blanche a2 · Pion blanc sur case noire b2 · Pion blanc sur case blanche c2 · Pion blanc sur case noire f2 · Tour blanche sur case noire a1 · Roi blanc sur case noire g1 | Tour noire sur case blanche a8 · Tour noire sur case noire d8 · Roi noir sur case blanche g8 · Pion noir sur case noire a7 · Pion noir sur case blanche b7 · Pion noir sur case noire c7 · Pion noir sur case blanche f7 · Pion noir sur case noire g7 · Pion noir sur case blanche h7 · Dame blanche sur case noire e5 · Cavalier noir sur case blanche h5 · Tour blanche sur case blanche e4 · Fou noir sur case blanche g4 · Fou blanc sur case noire c3 · Pion blanc sur case noire g3 · Dame noire sur case blanche h3 · Pion blanc sur case blanche a2 · Pion blanc sur case noire b2 · Pion blanc sur case blanche c2 · Pion blanc sur case noire f2 · Tour blanche sur case noire a1 · Roi blanc sur case noire g1 | Tour noire sur case blanche a8 · Tour noire sur case noire d8 · Roi noir sur case blanche g8 · Pion noir sur case noire a7 · Pion noir sur case blanche b7 · Pion noir sur case noire c7 · Pion noir sur case blanche f7 · Pion noir sur case noire g7 · Pion noir sur case blanche h7 · Dame blanche sur case noire e5 · Cavalier noir sur case blanche h5 · Tour blanche sur case blanche e4 · Fou noir sur case blanche g4 · Fou blanc sur case noire c3 · Pion blanc sur case noire g3 · Dame noire sur case blanche h3 · Pion blanc sur case blanche a2 · Pion blanc sur case noire b2 · Pion blanc sur case blanche c2 · Pion blanc sur case noire f2 · Tour blanche sur case noire a1 · Roi blanc sur case noire g1 | Tour noire sur case blanche a8 · Tour noire sur case noire d8 · Roi noir sur case blanche g8 · Pion noir sur case noire a7 · Pion noir sur case blanche b7 · Pion noir sur case noire c7 · Pion noir sur case blanche f7 · Pion noir sur case noire g7 · Pion noir sur case blanche h7 · Dame blanche sur case noire e5 · Cavalier noir sur case blanche h5 · Tour blanche sur case blanche e4 · Fou noir sur case blanche g4 · Fou blanc sur case noire c3 · Pion blanc sur case noire g3 · Dame noire sur case blanche h3 · Pion blanc sur case blanche a2 · Pion blanc sur case noire b2 · Pion blanc sur case blanche c2 · Pion blanc sur case noire f2 · Tour blanche sur case noire a1 · Roi blanc sur case noire g1 | Tour noire sur case blanche a8 · Tour noire sur case noire d8 · Roi noir sur case blanche g8 · Pion noir sur case noire a7 · Pion noir sur case blanche b7 · Pion noir sur case noire c7 · Pion noir sur case blanche f7 · Pion noir sur case noire g7 · Pion noir sur case blanche h7 · Dame blanche sur case noire e5 · Cavalier noir sur case blanche h5 · Tour blanche sur case blanche e4 · Fou noir sur case blanche g4 · Fou blanc sur case noire c3 · Pion blanc sur case noire g3 · Dame noire sur case blanche h3 · Pion blanc sur case blanche a2 · Pion blanc sur case noire b2 · Pion blanc sur case blanche c2 · Pion blanc sur case noire f2 · Tour blanche sur case noire a1 · Roi blanc sur case noire g1 | Tour noire sur case blanche a8 · Tour noire sur case noire d8 · Roi noir sur case blanche g8 · Pion noir sur case noire a7 · Pion noir sur case blanche b7 · Pion noir sur case noire c7 · Pion noir sur case blanche f7 · Pion noir sur case noire g7 · Pion noir sur case blanche h7 · Dame blanche sur case noire e5 · Cavalier noir sur case blanche h5 · Tour blanche sur case blanche e4 · Fou noir sur case blanche g4 · Fou blanc sur case noire c3 · Pion blanc sur case noire g3 · Dame noire sur case blanche h3 · Pion blanc sur case blanche a2 · Pion blanc sur case noire b2 · Pion blanc sur case blanche c2 · Pion blanc sur case noire f2 · Tour blanche sur case noire a1 · Roi blanc sur case noire g1 | 5 |
| 4 | Tour noire sur case blanche a8 · Tour noire sur case noire d8 · Roi noir sur case blanche g8 · Pion noir sur case noire a7 · Pion noir sur case blanche b7 · Pion noir sur case noire c7 · Pion noir sur case blanche f7 · Pion noir sur case noire g7 · Pion noir sur case blanche h7 · Dame blanche sur case noire e5 · Cavalier noir sur case blanche h5 · Tour blanche sur case blanche e4 · Fou noir sur case blanche g4 · Fou blanc sur case noire c3 · Pion blanc sur case noire g3 · Dame noire sur case blanche h3 · Pion blanc sur case blanche a2 · Pion blanc sur case noire b2 · Pion blanc sur case blanche c2 · Pion blanc sur case noire f2 · Tour blanche sur case noire a1 · Roi blanc sur case noire g1 | Tour noire sur case blanche a8 · Tour noire sur case noire d8 · Roi noir sur case blanche g8 · Pion noir sur case noire a7 · Pion noir sur case blanche b7 · Pion noir sur case noire c7 · Pion noir sur case blanche f7 · Pion noir sur case noire g7 · Pion noir sur case blanche h7 · Dame blanche sur case noire e5 · Cavalier noir sur case blanche h5 · Tour blanche sur case blanche e4 · Fou noir sur case blanche g4 · Fou blanc sur case noire c3 · Pion blanc sur case noire g3 · Dame noire sur case blanche h3 · Pion blanc sur case blanche a2 · Pion blanc sur case noire b2 · Pion blanc sur case blanche c2 · Pion blanc sur case noire f2 · Tour blanche sur case noire a1 · Roi blanc sur case noire g1 | Tour noire sur case blanche a8 · Tour noire sur case noire d8 · Roi noir sur case blanche g8 · Pion noir sur case noire a7 · Pion noir sur case blanche b7 · Pion noir sur case noire c7 · Pion noir sur case blanche f7 · Pion noir sur case noire g7 · Pion noir sur case blanche h7 · Dame blanche sur case noire e5 · Cavalier noir sur case blanche h5 · Tour blanche sur case blanche e4 · Fou noir sur case blanche g4 · Fou blanc sur case noire c3 · Pion blanc sur case noire g3 · Dame noire sur case blanche h3 · Pion blanc sur case blanche a2 · Pion blanc sur case noire b2 · Pion blanc sur case blanche c2 · Pion blanc sur case noire f2 · Tour blanche sur case noire a1 · Roi blanc sur case noire g1 | Tour noire sur case blanche a8 · Tour noire sur case noire d8 · Roi noir sur case blanche g8 · Pion noir sur case noire a7 · Pion noir sur case blanche b7 · Pion noir sur case noire c7 · Pion noir sur case blanche f7 · Pion noir sur case noire g7 · Pion noir sur case blanche h7 · Dame blanche sur case noire e5 · Cavalier noir sur case blanche h5 · Tour blanche sur case blanche e4 · Fou noir sur case blanche g4 · Fou blanc sur case noire c3 · Pion blanc sur case noire g3 · Dame noire sur case blanche h3 · Pion blanc sur case blanche a2 · Pion blanc sur case noire b2 · Pion blanc sur case blanche c2 · Pion blanc sur case noire f2 · Tour blanche sur case noire a1 · Roi blanc sur case noire g1 | Tour noire sur case blanche a8 · Tour noire sur case noire d8 · Roi noir sur case blanche g8 · Pion noir sur case noire a7 · Pion noir sur case blanche b7 · Pion noir sur case noire c7 · Pion noir sur case blanche f7 · Pion noir sur case noire g7 · Pion noir sur case blanche h7 · Dame blanche sur case noire e5 · Cavalier noir sur case blanche h5 · Tour blanche sur case blanche e4 · Fou noir sur case blanche g4 · Fou blanc sur case noire c3 · Pion blanc sur case noire g3 · Dame noire sur case blanche h3 · Pion blanc sur case blanche a2 · Pion blanc sur case noire b2 · Pion blanc sur case blanche c2 · Pion blanc sur case noire f2 · Tour blanche sur case noire a1 · Roi blanc sur case noire g1 | Tour noire sur case blanche a8 · Tour noire sur case noire d8 · Roi noir sur case blanche g8 · Pion noir sur case noire a7 · Pion noir sur case blanche b7 · Pion noir sur case noire c7 · Pion noir sur case blanche f7 · Pion noir sur case noire g7 · Pion noir sur case blanche h7 · Dame blanche sur case noire e5 · Cavalier noir sur case blanche h5 · Tour blanche sur case blanche e4 · Fou noir sur case blanche g4 · Fou blanc sur case noire c3 · Pion blanc sur case noire g3 · Dame noire sur case blanche h3 · Pion blanc sur case blanche a2 · Pion blanc sur case noire b2 · Pion blanc sur case blanche c2 · Pion blanc sur case noire f2 · Tour blanche sur case noire a1 · Roi blanc sur case noire g1 | Tour noire sur case blanche a8 · Tour noire sur case noire d8 · Roi noir sur case blanche g8 · Pion noir sur case noire a7 · Pion noir sur case blanche b7 · Pion noir sur case noire c7 · Pion noir sur case blanche f7 · Pion noir sur case noire g7 · Pion noir sur case blanche h7 · Dame blanche sur case noire e5 · Cavalier noir sur case blanche h5 · Tour blanche sur case blanche e4 · Fou noir sur case blanche g4 · Fou blanc sur case noire c3 · Pion blanc sur case noire g3 · Dame noire sur case blanche h3 · Pion blanc sur case blanche a2 · Pion blanc sur case noire b2 · Pion blanc sur case blanche c2 · Pion blanc sur case noire f2 · Tour blanche sur case noire a1 · Roi blanc sur case noire g1 | Tour noire sur case blanche a8 · Tour noire sur case noire d8 · Roi noir sur case blanche g8 · Pion noir sur case noire a7 · Pion noir sur case blanche b7 · Pion noir sur case noire c7 · Pion noir sur case blanche f7 · Pion noir sur case noire g7 · Pion noir sur case blanche h7 · Dame blanche sur case noire e5 · Cavalier noir sur case blanche h5 · Tour blanche sur case blanche e4 · Fou noir sur case blanche g4 · Fou blanc sur case noire c3 · Pion blanc sur case noire g3 · Dame noire sur case blanche h3 · Pion blanc sur case blanche a2 · Pion blanc sur case noire b2 · Pion blanc sur case blanche c2 · Pion blanc sur case noire f2 · Tour blanche sur case noire a1 · Roi blanc sur case noire g1 | 4 |
| 3 | Tour noire sur case blanche a8 · Tour noire sur case noire d8 · Roi noir sur case blanche g8 · Pion noir sur case noire a7 · Pion noir sur case blanche b7 · Pion noir sur case noire c7 · Pion noir sur case blanche f7 · Pion noir sur case noire g7 · Pion noir sur case blanche h7 · Dame blanche sur case noire e5 · Cavalier noir sur case blanche h5 · Tour blanche sur case blanche e4 · Fou noir sur case blanche g4 · Fou blanc sur case noire c3 · Pion blanc sur case noire g3 · Dame noire sur case blanche h3 · Pion blanc sur case blanche a2 · Pion blanc sur case noire b2 · Pion blanc sur case blanche c2 · Pion blanc sur case noire f2 · Tour blanche sur case noire a1 · Roi blanc sur case noire g1 | Tour noire sur case blanche a8 · Tour noire sur case noire d8 · Roi noir sur case blanche g8 · Pion noir sur case noire a7 · Pion noir sur case blanche b7 · Pion noir sur case noire c7 · Pion noir sur case blanche f7 · Pion noir sur case noire g7 · Pion noir sur case blanche h7 · Dame blanche sur case noire e5 · Cavalier noir sur case blanche h5 · Tour blanche sur case blanche e4 · Fou noir sur case blanche g4 · Fou blanc sur case noire c3 · Pion blanc sur case noire g3 · Dame noire sur case blanche h3 · Pion blanc sur case blanche a2 · Pion blanc sur case noire b2 · Pion blanc sur case blanche c2 · Pion blanc sur case noire f2 · Tour blanche sur case noire a1 · Roi blanc sur case noire g1 | Tour noire sur case blanche a8 · Tour noire sur case noire d8 · Roi noir sur case blanche g8 · Pion noir sur case noire a7 · Pion noir sur case blanche b7 · Pion noir sur case noire c7 · Pion noir sur case blanche f7 · Pion noir sur case noire g7 · Pion noir sur case blanche h7 · Dame blanche sur case noire e5 · Cavalier noir sur case blanche h5 · Tour blanche sur case blanche e4 · Fou noir sur case blanche g4 · Fou blanc sur case noire c3 · Pion blanc sur case noire g3 · Dame noire sur case blanche h3 · Pion blanc sur case blanche a2 · Pion blanc sur case noire b2 · Pion blanc sur case blanche c2 · Pion blanc sur case noire f2 · Tour blanche sur case noire a1 · Roi blanc sur case noire g1 | Tour noire sur case blanche a8 · Tour noire sur case noire d8 · Roi noir sur case blanche g8 · Pion noir sur case noire a7 · Pion noir sur case blanche b7 · Pion noir sur case noire c7 · Pion noir sur case blanche f7 · Pion noir sur case noire g7 · Pion noir sur case blanche h7 · Dame blanche sur case noire e5 · Cavalier noir sur case blanche h5 · Tour blanche sur case blanche e4 · Fou noir sur case blanche g4 · Fou blanc sur case noire c3 · Pion blanc sur case noire g3 · Dame noire sur case blanche h3 · Pion blanc sur case blanche a2 · Pion blanc sur case noire b2 · Pion blanc sur case blanche c2 · Pion blanc sur case noire f2 · Tour blanche sur case noire a1 · Roi blanc sur case noire g1 | Tour noire sur case blanche a8 · Tour noire sur case noire d8 · Roi noir sur case blanche g8 · Pion noir sur case noire a7 · Pion noir sur case blanche b7 · Pion noir sur case noire c7 · Pion noir sur case blanche f7 · Pion noir sur case noire g7 · Pion noir sur case blanche h7 · Dame blanche sur case noire e5 · Cavalier noir sur case blanche h5 · Tour blanche sur case blanche e4 · Fou noir sur case blanche g4 · Fou blanc sur case noire c3 · Pion blanc sur case noire g3 · Dame noire sur case blanche h3 · Pion blanc sur case blanche a2 · Pion blanc sur case noire b2 · Pion blanc sur case blanche c2 · Pion blanc sur case noire f2 · Tour blanche sur case noire a1 · Roi blanc sur case noire g1 | Tour noire sur case blanche a8 · Tour noire sur case noire d8 · Roi noir sur case blanche g8 · Pion noir sur case noire a7 · Pion noir sur case blanche b7 · Pion noir sur case noire c7 · Pion noir sur case blanche f7 · Pion noir sur case noire g7 · Pion noir sur case blanche h7 · Dame blanche sur case noire e5 · Cavalier noir sur case blanche h5 · Tour blanche sur case blanche e4 · Fou noir sur case blanche g4 · Fou blanc sur case noire c3 · Pion blanc sur case noire g3 · Dame noire sur case blanche h3 · Pion blanc sur case blanche a2 · Pion blanc sur case noire b2 · Pion blanc sur case blanche c2 · Pion blanc sur case noire f2 · Tour blanche sur case noire a1 · Roi blanc sur case noire g1 | Tour noire sur case blanche a8 · Tour noire sur case noire d8 · Roi noir sur case blanche g8 · Pion noir sur case noire a7 · Pion noir sur case blanche b7 · Pion noir sur case noire c7 · Pion noir sur case blanche f7 · Pion noir sur case noire g7 · Pion noir sur case blanche h7 · Dame blanche sur case noire e5 · Cavalier noir sur case blanche h5 · Tour blanche sur case blanche e4 · Fou noir sur case blanche g4 · Fou blanc sur case noire c3 · Pion blanc sur case noire g3 · Dame noire sur case blanche h3 · Pion blanc sur case blanche a2 · Pion blanc sur case noire b2 · Pion blanc sur case blanche c2 · Pion blanc sur case noire f2 · Tour blanche sur case noire a1 · Roi blanc sur case noire g1 | Tour noire sur case blanche a8 · Tour noire sur case noire d8 · Roi noir sur case blanche g8 · Pion noir sur case noire a7 · Pion noir sur case blanche b7 · Pion noir sur case noire c7 · Pion noir sur case blanche f7 · Pion noir sur case noire g7 · Pion noir sur case blanche h7 · Dame blanche sur case noire e5 · Cavalier noir sur case blanche h5 · Tour blanche sur case blanche e4 · Fou noir sur case blanche g4 · Fou blanc sur case noire c3 · Pion blanc sur case noire g3 · Dame noire sur case blanche h3 · Pion blanc sur case blanche a2 · Pion blanc sur case noire b2 · Pion blanc sur case blanche c2 · Pion blanc sur case noire f2 · Tour blanche sur case noire a1 · Roi blanc sur case noire g1 | 3 |
| 2 | Tour noire sur case blanche a8 · Tour noire sur case noire d8 · Roi noir sur case blanche g8 · Pion noir sur case noire a7 · Pion noir sur case blanche b7 · Pion noir sur case noire c7 · Pion noir sur case blanche f7 · Pion noir sur case noire g7 · Pion noir sur case blanche h7 · Dame blanche sur case noire e5 · Cavalier noir sur case blanche h5 · Tour blanche sur case blanche e4 · Fou noir sur case blanche g4 · Fou blanc sur case noire c3 · Pion blanc sur case noire g3 · Dame noire sur case blanche h3 · Pion blanc sur case blanche a2 · Pion blanc sur case noire b2 · Pion blanc sur case blanche c2 · Pion blanc sur case noire f2 · Tour blanche sur case noire a1 · Roi blanc sur case noire g1 | Tour noire sur case blanche a8 · Tour noire sur case noire d8 · Roi noir sur case blanche g8 · Pion noir sur case noire a7 · Pion noir sur case blanche b7 · Pion noir sur case noire c7 · Pion noir sur case blanche f7 · Pion noir sur case noire g7 · Pion noir sur case blanche h7 · Dame blanche sur case noire e5 · Cavalier noir sur case blanche h5 · Tour blanche sur case blanche e4 · Fou noir sur case blanche g4 · Fou blanc sur case noire c3 · Pion blanc sur case noire g3 · Dame noire sur case blanche h3 · Pion blanc sur case blanche a2 · Pion blanc sur case noire b2 · Pion blanc sur case blanche c2 · Pion blanc sur case noire f2 · Tour blanche sur case noire a1 · Roi blanc sur case noire g1 | Tour noire sur case blanche a8 · Tour noire sur case noire d8 · Roi noir sur case blanche g8 · Pion noir sur case noire a7 · Pion noir sur case blanche b7 · Pion noir sur case noire c7 · Pion noir sur case blanche f7 · Pion noir sur case noire g7 · Pion noir sur case blanche h7 · Dame blanche sur case noire e5 · Cavalier noir sur case blanche h5 · Tour blanche sur case blanche e4 · Fou noir sur case blanche g4 · Fou blanc sur case noire c3 · Pion blanc sur case noire g3 · Dame noire sur case blanche h3 · Pion blanc sur case blanche a2 · Pion blanc sur case noire b2 · Pion blanc sur case blanche c2 · Pion blanc sur case noire f2 · Tour blanche sur case noire a1 · Roi blanc sur case noire g1 | Tour noire sur case blanche a8 · Tour noire sur case noire d8 · Roi noir sur case blanche g8 · Pion noir sur case noire a7 · Pion noir sur case blanche b7 · Pion noir sur case noire c7 · Pion noir sur case blanche f7 · Pion noir sur case noire g7 · Pion noir sur case blanche h7 · Dame blanche sur case noire e5 · Cavalier noir sur case blanche h5 · Tour blanche sur case blanche e4 · Fou noir sur case blanche g4 · Fou blanc sur case noire c3 · Pion blanc sur case noire g3 · Dame noire sur case blanche h3 · Pion blanc sur case blanche a2 · Pion blanc sur case noire b2 · Pion blanc sur case blanche c2 · Pion blanc sur case noire f2 · Tour blanche sur case noire a1 · Roi blanc sur case noire g1 | Tour noire sur case blanche a8 · Tour noire sur case noire d8 · Roi noir sur case blanche g8 · Pion noir sur case noire a7 · Pion noir sur case blanche b7 · Pion noir sur case noire c7 · Pion noir sur case blanche f7 · Pion noir sur case noire g7 · Pion noir sur case blanche h7 · Dame blanche sur case noire e5 · Cavalier noir sur case blanche h5 · Tour blanche sur case blanche e4 · Fou noir sur case blanche g4 · Fou blanc sur case noire c3 · Pion blanc sur case noire g3 · Dame noire sur case blanche h3 · Pion blanc sur case blanche a2 · Pion blanc sur case noire b2 · Pion blanc sur case blanche c2 · Pion blanc sur case noire f2 · Tour blanche sur case noire a1 · Roi blanc sur case noire g1 | Tour noire sur case blanche a8 · Tour noire sur case noire d8 · Roi noir sur case blanche g8 · Pion noir sur case noire a7 · Pion noir sur case blanche b7 · Pion noir sur case noire c7 · Pion noir sur case blanche f7 · Pion noir sur case noire g7 · Pion noir sur case blanche h7 · Dame blanche sur case noire e5 · Cavalier noir sur case blanche h5 · Tour blanche sur case blanche e4 · Fou noir sur case blanche g4 · Fou blanc sur case noire c3 · Pion blanc sur case noire g3 · Dame noire sur case blanche h3 · Pion blanc sur case blanche a2 · Pion blanc sur case noire b2 · Pion blanc sur case blanche c2 · Pion blanc sur case noire f2 · Tour blanche sur case noire a1 · Roi blanc sur case noire g1 | Tour noire sur case blanche a8 · Tour noire sur case noire d8 · Roi noir sur case blanche g8 · Pion noir sur case noire a7 · Pion noir sur case blanche b7 · Pion noir sur case noire c7 · Pion noir sur case blanche f7 · Pion noir sur case noire g7 · Pion noir sur case blanche h7 · Dame blanche sur case noire e5 · Cavalier noir sur case blanche h5 · Tour blanche sur case blanche e4 · Fou noir sur case blanche g4 · Fou blanc sur case noire c3 · Pion blanc sur case noire g3 · Dame noire sur case blanche h3 · Pion blanc sur case blanche a2 · Pion blanc sur case noire b2 · Pion blanc sur case blanche c2 · Pion blanc sur case noire f2 · Tour blanche sur case noire a1 · Roi blanc sur case noire g1 | Tour noire sur case blanche a8 · Tour noire sur case noire d8 · Roi noir sur case blanche g8 · Pion noir sur case noire a7 · Pion noir sur case blanche b7 · Pion noir sur case noire c7 · Pion noir sur case blanche f7 · Pion noir sur case noire g7 · Pion noir sur case blanche h7 · Dame blanche sur case noire e5 · Cavalier noir sur case blanche h5 · Tour blanche sur case blanche e4 · Fou noir sur case blanche g4 · Fou blanc sur case noire c3 · Pion blanc sur case noire g3 · Dame noire sur case blanche h3 · Pion blanc sur case blanche a2 · Pion blanc sur case noire b2 · Pion blanc sur case blanche c2 · Pion blanc sur case noire f2 · Tour blanche sur case noire a1 · Roi blanc sur case noire g1 | 2 |
| 1 | Tour noire sur case blanche a8 · Tour noire sur case noire d8 · Roi noir sur case blanche g8 · Pion noir sur case noire a7 · Pion noir sur case blanche b7 · Pion noir sur case noire c7 · Pion noir sur case blanche f7 · Pion noir sur case noire g7 · Pion noir sur case blanche h7 · Dame blanche sur case noire e5 · Cavalier noir sur case blanche h5 · Tour blanche sur case blanche e4 · Fou noir sur case blanche g4 · Fou blanc sur case noire c3 · Pion blanc sur case noire g3 · Dame noire sur case blanche h3 · Pion blanc sur case blanche a2 · Pion blanc sur case noire b2 · Pion blanc sur case blanche c2 · Pion blanc sur case noire f2 · Tour blanche sur case noire a1 · Roi blanc sur case noire g1 | Tour noire sur case blanche a8 · Tour noire sur case noire d8 · Roi noir sur case blanche g8 · Pion noir sur case noire a7 · Pion noir sur case blanche b7 · Pion noir sur case noire c7 · Pion noir sur case blanche f7 · Pion noir sur case noire g7 · Pion noir sur case blanche h7 · Dame blanche sur case noire e5 · Cavalier noir sur case blanche h5 · Tour blanche sur case blanche e4 · Fou noir sur case blanche g4 · Fou blanc sur case noire c3 · Pion blanc sur case noire g3 · Dame noire sur case blanche h3 · Pion blanc sur case blanche a2 · Pion blanc sur case noire b2 · Pion blanc sur case blanche c2 · Pion blanc sur case noire f2 · Tour blanche sur case noire a1 · Roi blanc sur case noire g1 | Tour noire sur case blanche a8 · Tour noire sur case noire d8 · Roi noir sur case blanche g8 · Pion noir sur case noire a7 · Pion noir sur case blanche b7 · Pion noir sur case noire c7 · Pion noir sur case blanche f7 · Pion noir sur case noire g7 · Pion noir sur case blanche h7 · Dame blanche sur case noire e5 · Cavalier noir sur case blanche h5 · Tour blanche sur case blanche e4 · Fou noir sur case blanche g4 · Fou blanc sur case noire c3 · Pion blanc sur case noire g3 · Dame noire sur case blanche h3 · Pion blanc sur case blanche a2 · Pion blanc sur case noire b2 · Pion blanc sur case blanche c2 · Pion blanc sur case noire f2 · Tour blanche sur case noire a1 · Roi blanc sur case noire g1 | Tour noire sur case blanche a8 · Tour noire sur case noire d8 · Roi noir sur case blanche g8 · Pion noir sur case noire a7 · Pion noir sur case blanche b7 · Pion noir sur case noire c7 · Pion noir sur case blanche f7 · Pion noir sur case noire g7 · Pion noir sur case blanche h7 · Dame blanche sur case noire e5 · Cavalier noir sur case blanche h5 · Tour blanche sur case blanche e4 · Fou noir sur case blanche g4 · Fou blanc sur case noire c3 · Pion blanc sur case noire g3 · Dame noire sur case blanche h3 · Pion blanc sur case blanche a2 · Pion blanc sur case noire b2 · Pion blanc sur case blanche c2 · Pion blanc sur case noire f2 · Tour blanche sur case noire a1 · Roi blanc sur case noire g1 | Tour noire sur case blanche a8 · Tour noire sur case noire d8 · Roi noir sur case blanche g8 · Pion noir sur case noire a7 · Pion noir sur case blanche b7 · Pion noir sur case noire c7 · Pion noir sur case blanche f7 · Pion noir sur case noire g7 · Pion noir sur case blanche h7 · Dame blanche sur case noire e5 · Cavalier noir sur case blanche h5 · Tour blanche sur case blanche e4 · Fou noir sur case blanche g4 · Fou blanc sur case noire c3 · Pion blanc sur case noire g3 · Dame noire sur case blanche h3 · Pion blanc sur case blanche a2 · Pion blanc sur case noire b2 · Pion blanc sur case blanche c2 · Pion blanc sur case noire f2 · Tour blanche sur case noire a1 · Roi blanc sur case noire g1 | Tour noire sur case blanche a8 · Tour noire sur case noire d8 · Roi noir sur case blanche g8 · Pion noir sur case noire a7 · Pion noir sur case blanche b7 · Pion noir sur case noire c7 · Pion noir sur case blanche f7 · Pion noir sur case noire g7 · Pion noir sur case blanche h7 · Dame blanche sur case noire e5 · Cavalier noir sur case blanche h5 · Tour blanche sur case blanche e4 · Fou noir sur case blanche g4 · Fou blanc sur case noire c3 · Pion blanc sur case noire g3 · Dame noire sur case blanche h3 · Pion blanc sur case blanche a2 · Pion blanc sur case noire b2 · Pion blanc sur case blanche c2 · Pion blanc sur case noire f2 · Tour blanche sur case noire a1 · Roi blanc sur case noire g1 | Tour noire sur case blanche a8 · Tour noire sur case noire d8 · Roi noir sur case blanche g8 · Pion noir sur case noire a7 · Pion noir sur case blanche b7 · Pion noir sur case noire c7 · Pion noir sur case blanche f7 · Pion noir sur case noire g7 · Pion noir sur case blanche h7 · Dame blanche sur case noire e5 · Cavalier noir sur case blanche h5 · Tour blanche sur case blanche e4 · Fou noir sur case blanche g4 · Fou blanc sur case noire c3 · Pion blanc sur case noire g3 · Dame noire sur case blanche h3 · Pion blanc sur case blanche a2 · Pion blanc sur case noire b2 · Pion blanc sur case blanche c2 · Pion blanc sur case noire f2 · Tour blanche sur case noire a1 · Roi blanc sur case noire g1 | Tour noire sur case blanche a8 · Tour noire sur case noire d8 · Roi noir sur case blanche g8 · Pion noir sur case noire a7 · Pion noir sur case blanche b7 · Pion noir sur case noire c7 · Pion noir sur case blanche f7 · Pion noir sur case noire g7 · Pion noir sur case blanche h7 · Dame blanche sur case noire e5 · Cavalier noir sur case blanche h5 · Tour blanche sur case blanche e4 · Fou noir sur case blanche g4 · Fou blanc sur case noire c3 · Pion blanc sur case noire g3 · Dame noire sur case blanche h3 · Pion blanc sur case blanche a2 · Pion blanc sur case noire b2 · Pion blanc sur case blanche c2 · Pion blanc sur case noire f2 · Tour blanche sur case noire a1 · Roi blanc sur case noire g1 | 1 |
|   | a | b | c | d | e | f | g | h |   |

Si aux échecs, un ordinateur, n'explorant qu'une profondeur de six coups, détermine que la dame est perdue au sixième coup et qu'il a la possibilité de sacrifier un cavalier, ce sacrifice fait que la perte de la dame n'aura lieu qu'au huitième coup ; le programme ne se « rend pas compte » qu'il n'a fait que repousser le problème, et qu'en jouant ainsi sa perte est plus grande encore : l'effet d'horizon amène ainsi une dégradation de la position qui peut devenir très grave si la perte initiale était supportable, mais que les sacrifices intermédiaires, chacun de moindre valeur, sont nombreux.
Un exemple est fourni par la partie suivante, jouée en 1982 entre le physicien Philippe Boulanger (blanc) et le logiciel Mephisto (noir).
La position des Blancs est très désavantageuse (Les Blancs ont un cavalier et un pion de moins, et leur roi est exposé à une menace de mat en deux coups, parée uniquement en donnant du matériel), et jouent Tae1 en désespoir de cause. Les noirs répondent alors Ff3 qui semble menacer d'un mat imparable au coup suivant par Dg2. Le logiciel n'a en fait pas vu l'enchaînement par les Blancs des deux sacrifices consécutifs de la dame et de la tour en e8 (De8! puis Txe8 deux fois de suite), qui lui permettent de remporter la partie grâce à un mat du couloir.
Le logiciel (limité en 1982 par son hardware par rapport aux versions plus modernes), n'ayant pas vu au-delà des deux sacrifices, n'a donc pas défendu.

#### Exemple stratégique
|   | a | b | c | d | e | f | g | h |   |
| 8 | Dame noire sur case blanche c8 · Cavalier blanc sur case noire d8 · Roi noir sur case noire a7 · Pion noir sur case blanche d7 · Pion noir sur case blanche c6 · Pion blanc sur case noire d6 · Pion noir sur case blanche b5 · Pion blanc sur case noire c5 · Fou blanc sur case noire g5 · Pion noir sur case blanche a4 · Pion blanc sur case noire b4 · Pion blanc sur case noire a3 · Roi blanc sur case noire e3 | Dame noire sur case blanche c8 · Cavalier blanc sur case noire d8 · Roi noir sur case noire a7 · Pion noir sur case blanche d7 · Pion noir sur case blanche c6 · Pion blanc sur case noire d6 · Pion noir sur case blanche b5 · Pion blanc sur case noire c5 · Fou blanc sur case noire g5 · Pion noir sur case blanche a4 · Pion blanc sur case noire b4 · Pion blanc sur case noire a3 · Roi blanc sur case noire e3 | Dame noire sur case blanche c8 · Cavalier blanc sur case noire d8 · Roi noir sur case noire a7 · Pion noir sur case blanche d7 · Pion noir sur case blanche c6 · Pion blanc sur case noire d6 · Pion noir sur case blanche b5 · Pion blanc sur case noire c5 · Fou blanc sur case noire g5 · Pion noir sur case blanche a4 · Pion blanc sur case noire b4 · Pion blanc sur case noire a3 · Roi blanc sur case noire e3 | Dame noire sur case blanche c8 · Cavalier blanc sur case noire d8 · Roi noir sur case noire a7 · Pion noir sur case blanche d7 · Pion noir sur case blanche c6 · Pion blanc sur case noire d6 · Pion noir sur case blanche b5 · Pion blanc sur case noire c5 · Fou blanc sur case noire g5 · Pion noir sur case blanche a4 · Pion blanc sur case noire b4 · Pion blanc sur case noire a3 · Roi blanc sur case noire e3 | Dame noire sur case blanche c8 · Cavalier blanc sur case noire d8 · Roi noir sur case noire a7 · Pion noir sur case blanche d7 · Pion noir sur case blanche c6 · Pion blanc sur case noire d6 · Pion noir sur case blanche b5 · Pion blanc sur case noire c5 · Fou blanc sur case noire g5 · Pion noir sur case blanche a4 · Pion blanc sur case noire b4 · Pion blanc sur case noire a3 · Roi blanc sur case noire e3 | Dame noire sur case blanche c8 · Cavalier blanc sur case noire d8 · Roi noir sur case noire a7 · Pion noir sur case blanche d7 · Pion noir sur case blanche c6 · Pion blanc sur case noire d6 · Pion noir sur case blanche b5 · Pion blanc sur case noire c5 · Fou blanc sur case noire g5 · Pion noir sur case blanche a4 · Pion blanc sur case noire b4 · Pion blanc sur case noire a3 · Roi blanc sur case noire e3 | Dame noire sur case blanche c8 · Cavalier blanc sur case noire d8 · Roi noir sur case noire a7 · Pion noir sur case blanche d7 · Pion noir sur case blanche c6 · Pion blanc sur case noire d6 · Pion noir sur case blanche b5 · Pion blanc sur case noire c5 · Fou blanc sur case noire g5 · Pion noir sur case blanche a4 · Pion blanc sur case noire b4 · Pion blanc sur case noire a3 · Roi blanc sur case noire e3 | Dame noire sur case blanche c8 · Cavalier blanc sur case noire d8 · Roi noir sur case noire a7 · Pion noir sur case blanche d7 · Pion noir sur case blanche c6 · Pion blanc sur case noire d6 · Pion noir sur case blanche b5 · Pion blanc sur case noire c5 · Fou blanc sur case noire g5 · Pion noir sur case blanche a4 · Pion blanc sur case noire b4 · Pion blanc sur case noire a3 · Roi blanc sur case noire e3 | 8 |
| 7 | Dame noire sur case blanche c8 · Cavalier blanc sur case noire d8 · Roi noir sur case noire a7 · Pion noir sur case blanche d7 · Pion noir sur case blanche c6 · Pion blanc sur case noire d6 · Pion noir sur case blanche b5 · Pion blanc sur case noire c5 · Fou blanc sur case noire g5 · Pion noir sur case blanche a4 · Pion blanc sur case noire b4 · Pion blanc sur case noire a3 · Roi blanc sur case noire e3 | Dame noire sur case blanche c8 · Cavalier blanc sur case noire d8 · Roi noir sur case noire a7 · Pion noir sur case blanche d7 · Pion noir sur case blanche c6 · Pion blanc sur case noire d6 · Pion noir sur case blanche b5 · Pion blanc sur case noire c5 · Fou blanc sur case noire g5 · Pion noir sur case blanche a4 · Pion blanc sur case noire b4 · Pion blanc sur case noire a3 · Roi blanc sur case noire e3 | Dame noire sur case blanche c8 · Cavalier blanc sur case noire d8 · Roi noir sur case noire a7 · Pion noir sur case blanche d7 · Pion noir sur case blanche c6 · Pion blanc sur case noire d6 · Pion noir sur case blanche b5 · Pion blanc sur case noire c5 · Fou blanc sur case noire g5 · Pion noir sur case blanche a4 · Pion blanc sur case noire b4 · Pion blanc sur case noire a3 · Roi blanc sur case noire e3 | Dame noire sur case blanche c8 · Cavalier blanc sur case noire d8 · Roi noir sur case noire a7 · Pion noir sur case blanche d7 · Pion noir sur case blanche c6 · Pion blanc sur case noire d6 · Pion noir sur case blanche b5 · Pion blanc sur case noire c5 · Fou blanc sur case noire g5 · Pion noir sur case blanche a4 · Pion blanc sur case noire b4 · Pion blanc sur case noire a3 · Roi blanc sur case noire e3 | Dame noire sur case blanche c8 · Cavalier blanc sur case noire d8 · Roi noir sur case noire a7 · Pion noir sur case blanche d7 · Pion noir sur case blanche c6 · Pion blanc sur case noire d6 · Pion noir sur case blanche b5 · Pion blanc sur case noire c5 · Fou blanc sur case noire g5 · Pion noir sur case blanche a4 · Pion blanc sur case noire b4 · Pion blanc sur case noire a3 · Roi blanc sur case noire e3 | Dame noire sur case blanche c8 · Cavalier blanc sur case noire d8 · Roi noir sur case noire a7 · Pion noir sur case blanche d7 · Pion noir sur case blanche c6 · Pion blanc sur case noire d6 · Pion noir sur case blanche b5 · Pion blanc sur case noire c5 · Fou blanc sur case noire g5 · Pion noir sur case blanche a4 · Pion blanc sur case noire b4 · Pion blanc sur case noire a3 · Roi blanc sur case noire e3 | Dame noire sur case blanche c8 · Cavalier blanc sur case noire d8 · Roi noir sur case noire a7 · Pion noir sur case blanche d7 · Pion noir sur case blanche c6 · Pion blanc sur case noire d6 · Pion noir sur case blanche b5 · Pion blanc sur case noire c5 · Fou blanc sur case noire g5 · Pion noir sur case blanche a4 · Pion blanc sur case noire b4 · Pion blanc sur case noire a3 · Roi blanc sur case noire e3 | Dame noire sur case blanche c8 · Cavalier blanc sur case noire d8 · Roi noir sur case noire a7 · Pion noir sur case blanche d7 · Pion noir sur case blanche c6 · Pion blanc sur case noire d6 · Pion noir sur case blanche b5 · Pion blanc sur case noire c5 · Fou blanc sur case noire g5 · Pion noir sur case blanche a4 · Pion blanc sur case noire b4 · Pion blanc sur case noire a3 · Roi blanc sur case noire e3 | 7 |
| 6 | Dame noire sur case blanche c8 · Cavalier blanc sur case noire d8 · Roi noir sur case noire a7 · Pion noir sur case blanche d7 · Pion noir sur case blanche c6 · Pion blanc sur case noire d6 · Pion noir sur case blanche b5 · Pion blanc sur case noire c5 · Fou blanc sur case noire g5 · Pion noir sur case blanche a4 · Pion blanc sur case noire b4 · Pion blanc sur case noire a3 · Roi blanc sur case noire e3 | Dame noire sur case blanche c8 · Cavalier blanc sur case noire d8 · Roi noir sur case noire a7 · Pion noir sur case blanche d7 · Pion noir sur case blanche c6 · Pion blanc sur case noire d6 · Pion noir sur case blanche b5 · Pion blanc sur case noire c5 · Fou blanc sur case noire g5 · Pion noir sur case blanche a4 · Pion blanc sur case noire b4 · Pion blanc sur case noire a3 · Roi blanc sur case noire e3 | Dame noire sur case blanche c8 · Cavalier blanc sur case noire d8 · Roi noir sur case noire a7 · Pion noir sur case blanche d7 · Pion noir sur case blanche c6 · Pion blanc sur case noire d6 · Pion noir sur case blanche b5 · Pion blanc sur case noire c5 · Fou blanc sur case noire g5 · Pion noir sur case blanche a4 · Pion blanc sur case noire b4 · Pion blanc sur case noire a3 · Roi blanc sur case noire e3 | Dame noire sur case blanche c8 · Cavalier blanc sur case noire d8 · Roi noir sur case noire a7 · Pion noir sur case blanche d7 · Pion noir sur case blanche c6 · Pion blanc sur case noire d6 · Pion noir sur case blanche b5 · Pion blanc sur case noire c5 · Fou blanc sur case noire g5 · Pion noir sur case blanche a4 · Pion blanc sur case noire b4 · Pion blanc sur case noire a3 · Roi blanc sur case noire e3 | Dame noire sur case blanche c8 · Cavalier blanc sur case noire d8 · Roi noir sur case noire a7 · Pion noir sur case blanche d7 · Pion noir sur case blanche c6 · Pion blanc sur case noire d6 · Pion noir sur case blanche b5 · Pion blanc sur case noire c5 · Fou blanc sur case noire g5 · Pion noir sur case blanche a4 · Pion blanc sur case noire b4 · Pion blanc sur case noire a3 · Roi blanc sur case noire e3 | Dame noire sur case blanche c8 · Cavalier blanc sur case noire d8 · Roi noir sur case noire a7 · Pion noir sur case blanche d7 · Pion noir sur case blanche c6 · Pion blanc sur case noire d6 · Pion noir sur case blanche b5 · Pion blanc sur case noire c5 · Fou blanc sur case noire g5 · Pion noir sur case blanche a4 · Pion blanc sur case noire b4 · Pion blanc sur case noire a3 · Roi blanc sur case noire e3 | Dame noire sur case blanche c8 · Cavalier blanc sur case noire d8 · Roi noir sur case noire a7 · Pion noir sur case blanche d7 · Pion noir sur case blanche c6 · Pion blanc sur case noire d6 · Pion noir sur case blanche b5 · Pion blanc sur case noire c5 · Fou blanc sur case noire g5 · Pion noir sur case blanche a4 · Pion blanc sur case noire b4 · Pion blanc sur case noire a3 · Roi blanc sur case noire e3 | Dame noire sur case blanche c8 · Cavalier blanc sur case noire d8 · Roi noir sur case noire a7 · Pion noir sur case blanche d7 · Pion noir sur case blanche c6 · Pion blanc sur case noire d6 · Pion noir sur case blanche b5 · Pion blanc sur case noire c5 · Fou blanc sur case noire g5 · Pion noir sur case blanche a4 · Pion blanc sur case noire b4 · Pion blanc sur case noire a3 · Roi blanc sur case noire e3 | 6 |
| 5 | Dame noire sur case blanche c8 · Cavalier blanc sur case noire d8 · Roi noir sur case noire a7 · Pion noir sur case blanche d7 · Pion noir sur case blanche c6 · Pion blanc sur case noire d6 · Pion noir sur case blanche b5 · Pion blanc sur case noire c5 · Fou blanc sur case noire g5 · Pion noir sur case blanche a4 · Pion blanc sur case noire b4 · Pion blanc sur case noire a3 · Roi blanc sur case noire e3 | Dame noire sur case blanche c8 · Cavalier blanc sur case noire d8 · Roi noir sur case noire a7 · Pion noir sur case blanche d7 · Pion noir sur case blanche c6 · Pion blanc sur case noire d6 · Pion noir sur case blanche b5 · Pion blanc sur case noire c5 · Fou blanc sur case noire g5 · Pion noir sur case blanche a4 · Pion blanc sur case noire b4 · Pion blanc sur case noire a3 · Roi blanc sur case noire e3 | Dame noire sur case blanche c8 · Cavalier blanc sur case noire d8 · Roi noir sur case noire a7 · Pion noir sur case blanche d7 · Pion noir sur case blanche c6 · Pion blanc sur case noire d6 · Pion noir sur case blanche b5 · Pion blanc sur case noire c5 · Fou blanc sur case noire g5 · Pion noir sur case blanche a4 · Pion blanc sur case noire b4 · Pion blanc sur case noire a3 · Roi blanc sur case noire e3 | Dame noire sur case blanche c8 · Cavalier blanc sur case noire d8 · Roi noir sur case noire a7 · Pion noir sur case blanche d7 · Pion noir sur case blanche c6 · Pion blanc sur case noire d6 · Pion noir sur case blanche b5 · Pion blanc sur case noire c5 · Fou blanc sur case noire g5 · Pion noir sur case blanche a4 · Pion blanc sur case noire b4 · Pion blanc sur case noire a3 · Roi blanc sur case noire e3 | Dame noire sur case blanche c8 · Cavalier blanc sur case noire d8 · Roi noir sur case noire a7 · Pion noir sur case blanche d7 · Pion noir sur case blanche c6 · Pion blanc sur case noire d6 · Pion noir sur case blanche b5 · Pion blanc sur case noire c5 · Fou blanc sur case noire g5 · Pion noir sur case blanche a4 · Pion blanc sur case noire b4 · Pion blanc sur case noire a3 · Roi blanc sur case noire e3 | Dame noire sur case blanche c8 · Cavalier blanc sur case noire d8 · Roi noir sur case noire a7 · Pion noir sur case blanche d7 · Pion noir sur case blanche c6 · Pion blanc sur case noire d6 · Pion noir sur case blanche b5 · Pion blanc sur case noire c5 · Fou blanc sur case noire g5 · Pion noir sur case blanche a4 · Pion blanc sur case noire b4 · Pion blanc sur case noire a3 · Roi blanc sur case noire e3 | Dame noire sur case blanche c8 · Cavalier blanc sur case noire d8 · Roi noir sur case noire a7 · Pion noir sur case blanche d7 · Pion noir sur case blanche c6 · Pion blanc sur case noire d6 · Pion noir sur case blanche b5 · Pion blanc sur case noire c5 · Fou blanc sur case noire g5 · Pion noir sur case blanche a4 · Pion blanc sur case noire b4 · Pion blanc sur case noire a3 · Roi blanc sur case noire e3 | Dame noire sur case blanche c8 · Cavalier blanc sur case noire d8 · Roi noir sur case noire a7 · Pion noir sur case blanche d7 · Pion noir sur case blanche c6 · Pion blanc sur case noire d6 · Pion noir sur case blanche b5 · Pion blanc sur case noire c5 · Fou blanc sur case noire g5 · Pion noir sur case blanche a4 · Pion blanc sur case noire b4 · Pion blanc sur case noire a3 · Roi blanc sur case noire e3 | 5 |
| 4 | Dame noire sur case blanche c8 · Cavalier blanc sur case noire d8 · Roi noir sur case noire a7 · Pion noir sur case blanche d7 · Pion noir sur case blanche c6 · Pion blanc sur case noire d6 · Pion noir sur case blanche b5 · Pion blanc sur case noire c5 · Fou blanc sur case noire g5 · Pion noir sur case blanche a4 · Pion blanc sur case noire b4 · Pion blanc sur case noire a3 · Roi blanc sur case noire e3 | Dame noire sur case blanche c8 · Cavalier blanc sur case noire d8 · Roi noir sur case noire a7 · Pion noir sur case blanche d7 · Pion noir sur case blanche c6 · Pion blanc sur case noire d6 · Pion noir sur case blanche b5 · Pion blanc sur case noire c5 · Fou blanc sur case noire g5 · Pion noir sur case blanche a4 · Pion blanc sur case noire b4 · Pion blanc sur case noire a3 · Roi blanc sur case noire e3 | Dame noire sur case blanche c8 · Cavalier blanc sur case noire d8 · Roi noir sur case noire a7 · Pion noir sur case blanche d7 · Pion noir sur case blanche c6 · Pion blanc sur case noire d6 · Pion noir sur case blanche b5 · Pion blanc sur case noire c5 · Fou blanc sur case noire g5 · Pion noir sur case blanche a4 · Pion blanc sur case noire b4 · Pion blanc sur case noire a3 · Roi blanc sur case noire e3 | Dame noire sur case blanche c8 · Cavalier blanc sur case noire d8 · Roi noir sur case noire a7 · Pion noir sur case blanche d7 · Pion noir sur case blanche c6 · Pion blanc sur case noire d6 · Pion noir sur case blanche b5 · Pion blanc sur case noire c5 · Fou blanc sur case noire g5 · Pion noir sur case blanche a4 · Pion blanc sur case noire b4 · Pion blanc sur case noire a3 · Roi blanc sur case noire e3 | Dame noire sur case blanche c8 · Cavalier blanc sur case noire d8 · Roi noir sur case noire a7 · Pion noir sur case blanche d7 · Pion noir sur case blanche c6 · Pion blanc sur case noire d6 · Pion noir sur case blanche b5 · Pion blanc sur case noire c5 · Fou blanc sur case noire g5 · Pion noir sur case blanche a4 · Pion blanc sur case noire b4 · Pion blanc sur case noire a3 · Roi blanc sur case noire e3 | Dame noire sur case blanche c8 · Cavalier blanc sur case noire d8 · Roi noir sur case noire a7 · Pion noir sur case blanche d7 · Pion noir sur case blanche c6 · Pion blanc sur case noire d6 · Pion noir sur case blanche b5 · Pion blanc sur case noire c5 · Fou blanc sur case noire g5 · Pion noir sur case blanche a4 · Pion blanc sur case noire b4 · Pion blanc sur case noire a3 · Roi blanc sur case noire e3 | Dame noire sur case blanche c8 · Cavalier blanc sur case noire d8 · Roi noir sur case noire a7 · Pion noir sur case blanche d7 · Pion noir sur case blanche c6 · Pion blanc sur case noire d6 · Pion noir sur case blanche b5 · Pion blanc sur case noire c5 · Fou blanc sur case noire g5 · Pion noir sur case blanche a4 · Pion blanc sur case noire b4 · Pion blanc sur case noire a3 · Roi blanc sur case noire e3 | Dame noire sur case blanche c8 · Cavalier blanc sur case noire d8 · Roi noir sur case noire a7 · Pion noir sur case blanche d7 · Pion noir sur case blanche c6 · Pion blanc sur case noire d6 · Pion noir sur case blanche b5 · Pion blanc sur case noire c5 · Fou blanc sur case noire g5 · Pion noir sur case blanche a4 · Pion blanc sur case noire b4 · Pion blanc sur case noire a3 · Roi blanc sur case noire e3 | 4 |
| 3 | Dame noire sur case blanche c8 · Cavalier blanc sur case noire d8 · Roi noir sur case noire a7 · Pion noir sur case blanche d7 · Pion noir sur case blanche c6 · Pion blanc sur case noire d6 · Pion noir sur case blanche b5 · Pion blanc sur case noire c5 · Fou blanc sur case noire g5 · Pion noir sur case blanche a4 · Pion blanc sur case noire b4 · Pion blanc sur case noire a3 · Roi blanc sur case noire e3 | Dame noire sur case blanche c8 · Cavalier blanc sur case noire d8 · Roi noir sur case noire a7 · Pion noir sur case blanche d7 · Pion noir sur case blanche c6 · Pion blanc sur case noire d6 · Pion noir sur case blanche b5 · Pion blanc sur case noire c5 · Fou blanc sur case noire g5 · Pion noir sur case blanche a4 · Pion blanc sur case noire b4 · Pion blanc sur case noire a3 · Roi blanc sur case noire e3 | Dame noire sur case blanche c8 · Cavalier blanc sur case noire d8 · Roi noir sur case noire a7 · Pion noir sur case blanche d7 · Pion noir sur case blanche c6 · Pion blanc sur case noire d6 · Pion noir sur case blanche b5 · Pion blanc sur case noire c5 · Fou blanc sur case noire g5 · Pion noir sur case blanche a4 · Pion blanc sur case noire b4 · Pion blanc sur case noire a3 · Roi blanc sur case noire e3 | Dame noire sur case blanche c8 · Cavalier blanc sur case noire d8 · Roi noir sur case noire a7 · Pion noir sur case blanche d7 · Pion noir sur case blanche c6 · Pion blanc sur case noire d6 · Pion noir sur case blanche b5 · Pion blanc sur case noire c5 · Fou blanc sur case noire g5 · Pion noir sur case blanche a4 · Pion blanc sur case noire b4 · Pion blanc sur case noire a3 · Roi blanc sur case noire e3 | Dame noire sur case blanche c8 · Cavalier blanc sur case noire d8 · Roi noir sur case noire a7 · Pion noir sur case blanche d7 · Pion noir sur case blanche c6 · Pion blanc sur case noire d6 · Pion noir sur case blanche b5 · Pion blanc sur case noire c5 · Fou blanc sur case noire g5 · Pion noir sur case blanche a4 · Pion blanc sur case noire b4 · Pion blanc sur case noire a3 · Roi blanc sur case noire e3 | Dame noire sur case blanche c8 · Cavalier blanc sur case noire d8 · Roi noir sur case noire a7 · Pion noir sur case blanche d7 · Pion noir sur case blanche c6 · Pion blanc sur case noire d6 · Pion noir sur case blanche b5 · Pion blanc sur case noire c5 · Fou blanc sur case noire g5 · Pion noir sur case blanche a4 · Pion blanc sur case noire b4 · Pion blanc sur case noire a3 · Roi blanc sur case noire e3 | Dame noire sur case blanche c8 · Cavalier blanc sur case noire d8 · Roi noir sur case noire a7 · Pion noir sur case blanche d7 · Pion noir sur case blanche c6 · Pion blanc sur case noire d6 · Pion noir sur case blanche b5 · Pion blanc sur case noire c5 · Fou blanc sur case noire g5 · Pion noir sur case blanche a4 · Pion blanc sur case noire b4 · Pion blanc sur case noire a3 · Roi blanc sur case noire e3 | Dame noire sur case blanche c8 · Cavalier blanc sur case noire d8 · Roi noir sur case noire a7 · Pion noir sur case blanche d7 · Pion noir sur case blanche c6 · Pion blanc sur case noire d6 · Pion noir sur case blanche b5 · Pion blanc sur case noire c5 · Fou blanc sur case noire g5 · Pion noir sur case blanche a4 · Pion blanc sur case noire b4 · Pion blanc sur case noire a3 · Roi blanc sur case noire e3 | 3 |
| 2 | Dame noire sur case blanche c8 · Cavalier blanc sur case noire d8 · Roi noir sur case noire a7 · Pion noir sur case blanche d7 · Pion noir sur case blanche c6 · Pion blanc sur case noire d6 · Pion noir sur case blanche b5 · Pion blanc sur case noire c5 · Fou blanc sur case noire g5 · Pion noir sur case blanche a4 · Pion blanc sur case noire b4 · Pion blanc sur case noire a3 · Roi blanc sur case noire e3 | Dame noire sur case blanche c8 · Cavalier blanc sur case noire d8 · Roi noir sur case noire a7 · Pion noir sur case blanche d7 · Pion noir sur case blanche c6 · Pion blanc sur case noire d6 · Pion noir sur case blanche b5 · Pion blanc sur case noire c5 · Fou blanc sur case noire g5 · Pion noir sur case blanche a4 · Pion blanc sur case noire b4 · Pion blanc sur case noire a3 · Roi blanc sur case noire e3 | Dame noire sur case blanche c8 · Cavalier blanc sur case noire d8 · Roi noir sur case noire a7 · Pion noir sur case blanche d7 · Pion noir sur case blanche c6 · Pion blanc sur case noire d6 · Pion noir sur case blanche b5 · Pion blanc sur case noire c5 · Fou blanc sur case noire g5 · Pion noir sur case blanche a4 · Pion blanc sur case noire b4 · Pion blanc sur case noire a3 · Roi blanc sur case noire e3 | Dame noire sur case blanche c8 · Cavalier blanc sur case noire d8 · Roi noir sur case noire a7 · Pion noir sur case blanche d7 · Pion noir sur case blanche c6 · Pion blanc sur case noire d6 · Pion noir sur case blanche b5 · Pion blanc sur case noire c5 · Fou blanc sur case noire g5 · Pion noir sur case blanche a4 · Pion blanc sur case noire b4 · Pion blanc sur case noire a3 · Roi blanc sur case noire e3 | Dame noire sur case blanche c8 · Cavalier blanc sur case noire d8 · Roi noir sur case noire a7 · Pion noir sur case blanche d7 · Pion noir sur case blanche c6 · Pion blanc sur case noire d6 · Pion noir sur case blanche b5 · Pion blanc sur case noire c5 · Fou blanc sur case noire g5 · Pion noir sur case blanche a4 · Pion blanc sur case noire b4 · Pion blanc sur case noire a3 · Roi blanc sur case noire e3 | Dame noire sur case blanche c8 · Cavalier blanc sur case noire d8 · Roi noir sur case noire a7 · Pion noir sur case blanche d7 · Pion noir sur case blanche c6 · Pion blanc sur case noire d6 · Pion noir sur case blanche b5 · Pion blanc sur case noire c5 · Fou blanc sur case noire g5 · Pion noir sur case blanche a4 · Pion blanc sur case noire b4 · Pion blanc sur case noire a3 · Roi blanc sur case noire e3 | Dame noire sur case blanche c8 · Cavalier blanc sur case noire d8 · Roi noir sur case noire a7 · Pion noir sur case blanche d7 · Pion noir sur case blanche c6 · Pion blanc sur case noire d6 · Pion noir sur case blanche b5 · Pion blanc sur case noire c5 · Fou blanc sur case noire g5 · Pion noir sur case blanche a4 · Pion blanc sur case noire b4 · Pion blanc sur case noire a3 · Roi blanc sur case noire e3 | Dame noire sur case blanche c8 · Cavalier blanc sur case noire d8 · Roi noir sur case noire a7 · Pion noir sur case blanche d7 · Pion noir sur case blanche c6 · Pion blanc sur case noire d6 · Pion noir sur case blanche b5 · Pion blanc sur case noire c5 · Fou blanc sur case noire g5 · Pion noir sur case blanche a4 · Pion blanc sur case noire b4 · Pion blanc sur case noire a3 · Roi blanc sur case noire e3 | 2 |
| 1 | Dame noire sur case blanche c8 · Cavalier blanc sur case noire d8 · Roi noir sur case noire a7 · Pion noir sur case blanche d7 · Pion noir sur case blanche c6 · Pion blanc sur case noire d6 · Pion noir sur case blanche b5 · Pion blanc sur case noire c5 · Fou blanc sur case noire g5 · Pion noir sur case blanche a4 · Pion blanc sur case noire b4 · Pion blanc sur case noire a3 · Roi blanc sur case noire e3 | Dame noire sur case blanche c8 · Cavalier blanc sur case noire d8 · Roi noir sur case noire a7 · Pion noir sur case blanche d7 · Pion noir sur case blanche c6 · Pion blanc sur case noire d6 · Pion noir sur case blanche b5 · Pion blanc sur case noire c5 · Fou blanc sur case noire g5 · Pion noir sur case blanche a4 · Pion blanc sur case noire b4 · Pion blanc sur case noire a3 · Roi blanc sur case noire e3 | Dame noire sur case blanche c8 · Cavalier blanc sur case noire d8 · Roi noir sur case noire a7 · Pion noir sur case blanche d7 · Pion noir sur case blanche c6 · Pion blanc sur case noire d6 · Pion noir sur case blanche b5 · Pion blanc sur case noire c5 · Fou blanc sur case noire g5 · Pion noir sur case blanche a4 · Pion blanc sur case noire b4 · Pion blanc sur case noire a3 · Roi blanc sur case noire e3 | Dame noire sur case blanche c8 · Cavalier blanc sur case noire d8 · Roi noir sur case noire a7 · Pion noir sur case blanche d7 · Pion noir sur case blanche c6 · Pion blanc sur case noire d6 · Pion noir sur case blanche b5 · Pion blanc sur case noire c5 · Fou blanc sur case noire g5 · Pion noir sur case blanche a4 · Pion blanc sur case noire b4 · Pion blanc sur case noire a3 · Roi blanc sur case noire e3 | Dame noire sur case blanche c8 · Cavalier blanc sur case noire d8 · Roi noir sur case noire a7 · Pion noir sur case blanche d7 · Pion noir sur case blanche c6 · Pion blanc sur case noire d6 · Pion noir sur case blanche b5 · Pion blanc sur case noire c5 · Fou blanc sur case noire g5 · Pion noir sur case blanche a4 · Pion blanc sur case noire b4 · Pion blanc sur case noire a3 · Roi blanc sur case noire e3 | Dame noire sur case blanche c8 · Cavalier blanc sur case noire d8 · Roi noir sur case noire a7 · Pion noir sur case blanche d7 · Pion noir sur case blanche c6 · Pion blanc sur case noire d6 · Pion noir sur case blanche b5 · Pion blanc sur case noire c5 · Fou blanc sur case noire g5 · Pion noir sur case blanche a4 · Pion blanc sur case noire b4 · Pion blanc sur case noire a3 · Roi blanc sur case noire e3 | Dame noire sur case blanche c8 · Cavalier blanc sur case noire d8 · Roi noir sur case noire a7 · Pion noir sur case blanche d7 · Pion noir sur case blanche c6 · Pion blanc sur case noire d6 · Pion noir sur case blanche b5 · Pion blanc sur case noire c5 · Fou blanc sur case noire g5 · Pion noir sur case blanche a4 · Pion blanc sur case noire b4 · Pion blanc sur case noire a3 · Roi blanc sur case noire e3 | Dame noire sur case blanche c8 · Cavalier blanc sur case noire d8 · Roi noir sur case noire a7 · Pion noir sur case blanche d7 · Pion noir sur case blanche c6 · Pion blanc sur case noire d6 · Pion noir sur case blanche b5 · Pion blanc sur case noire c5 · Fou blanc sur case noire g5 · Pion noir sur case blanche a4 · Pion blanc sur case noire b4 · Pion blanc sur case noire a3 · Roi blanc sur case noire e3 | 1 |
|   | a | b | c | d | e | f | g | h |   |

Dans la position suivante, les Blancs peuvent gagner en capturant le pion noir en d7 avec leur cavalier, puis en avançant leur propre pion d6 pour l'emmener à la promotion.
Pour cela il faut amener le roi blanc en e7 (sans intercepter la diagonale du fou), puis amener le fou en f8 pour empêcher la sortie de la dame après le départ du cavalier de d8. Le cavalier peut alors aller prendre le pion d7 et les blancs peuvent assurer la promotion du pion « d ».
Un joueur d'échecs de club trouve la solution relativement facilement, tandis qu'un logiciel comme Stockfish configuré par défaut avec une profondeur de calcul restreinte en est incapable, car l'avantage positionnel n'apparaît qu'après plus de 10 coups, sans qu'aucun ne lui paraisse meilleur qu'un autre dans l'intervalle. Un humain entraîné est quant à lui capable de concevoir un plan à long terme et de sélectionner les coups en conséquence.
En 2020, les programmes d'échecs comme Stockfish 12 sont développés avec des algorithmes nouveaux ainsi que l'apprentissage profond (deep learning), combiné à une méthode appelée Monte-Carlo (comme le programme AlphaZero) ; ainsi, la position ci-contre est estimée gagnante au 40e  demi-coup et annoncée mat en 31 coups au 86e demi-coup.[réf. nécessaire]

## Nouvelle génération de programmes
Le programme AlphaZero conçu par la société DeepMind fonctionne grâce à d'autres algorithmes que l'exploration d'un arbre de coups et utilise en particulier l'apprentissage profond combiné à une méthode de Monte-Carlo. Cette différence de conception lui permet de résoudre des situations pour lesquels des logiciels tels que Stockfish sont incapables de trouver le bon coup[réf. nécessaire].